# Miami
Miami (AFI: /maˈjɛmi/, oggi meno comune la pronuncia italianizzata /miˈami/; in spagnolo: /mi'ami/, /mai'ami/ o /ma'jami/; in inglese: /maɪˈæmi/ o /maɪˈæmə/) è una città di 449.514 abitanti (6 100 000 nell'area metropolitana) degli Stati Uniti d'America. Considerando unicamente il numero di abitanti che si trovano all'interno dei suoi confini amministrativi è la seconda città della Florida, seconda solo a Jacksonville, ma l'area urbana nel suo complesso è di gran lunga la più popolata dello stato. Miami è il capoluogo e il principale centro della contea di Miami-Dade.
Fu fondata ufficialmente il 28 luglio 1896 con una popolazione di circa 400 abitanti. Nel 1940 vi risiedevano già 172.172 persone. Secondo il censimento del 2000, la città aveva una popolazione di 362.470 abitanti, mentre la vasta area metropolitana ne contava in totale oltre 2 milioni. Nel 2006, la popolazione registrata dall'U.S. Census Bureau è salita a 404.048 abitanti.
Nonostante le dimensioni e l'importanza non è la capitale dello stato della Florida, che è Tallahassee.
L'esplosione demografica di Miami negli ultimi anni è stata determinata sia dall'estero sia da altre città degli Stati Uniti.
Due vascelli della Marina degli Stati Uniti sono stati denominati USS Miami, in onore alla città.

## Geografia fisica

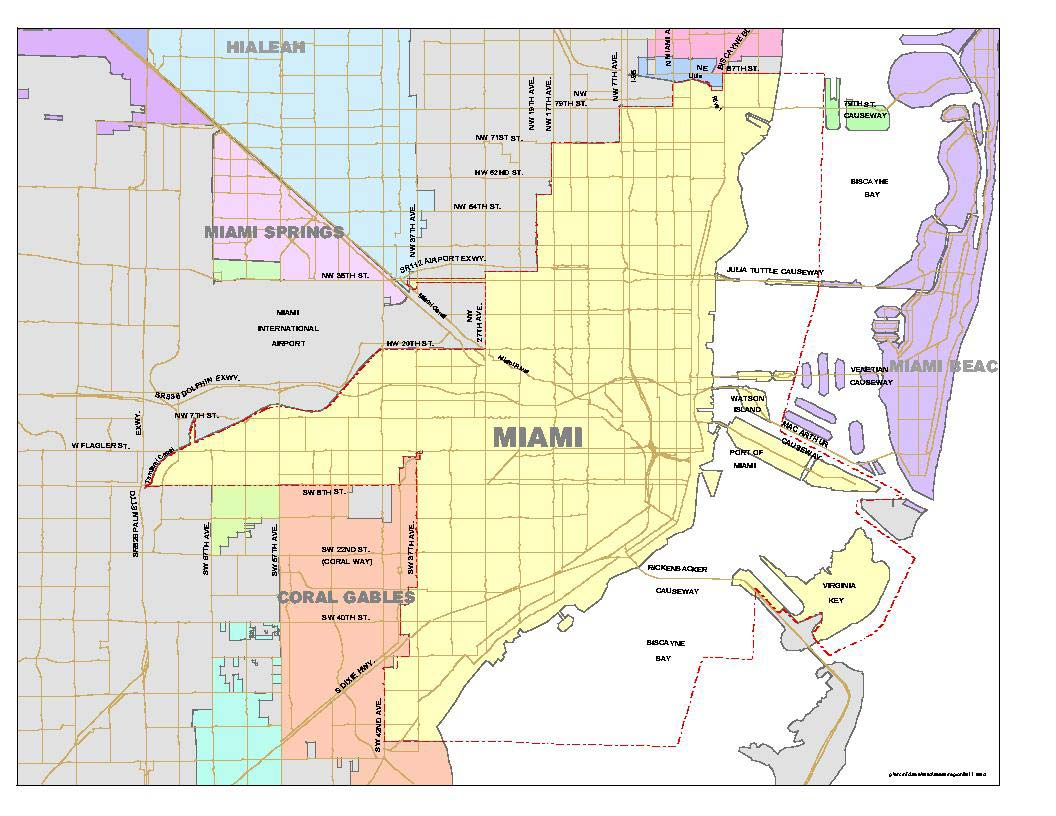
Mappa della Città di Miami.

### Territorio

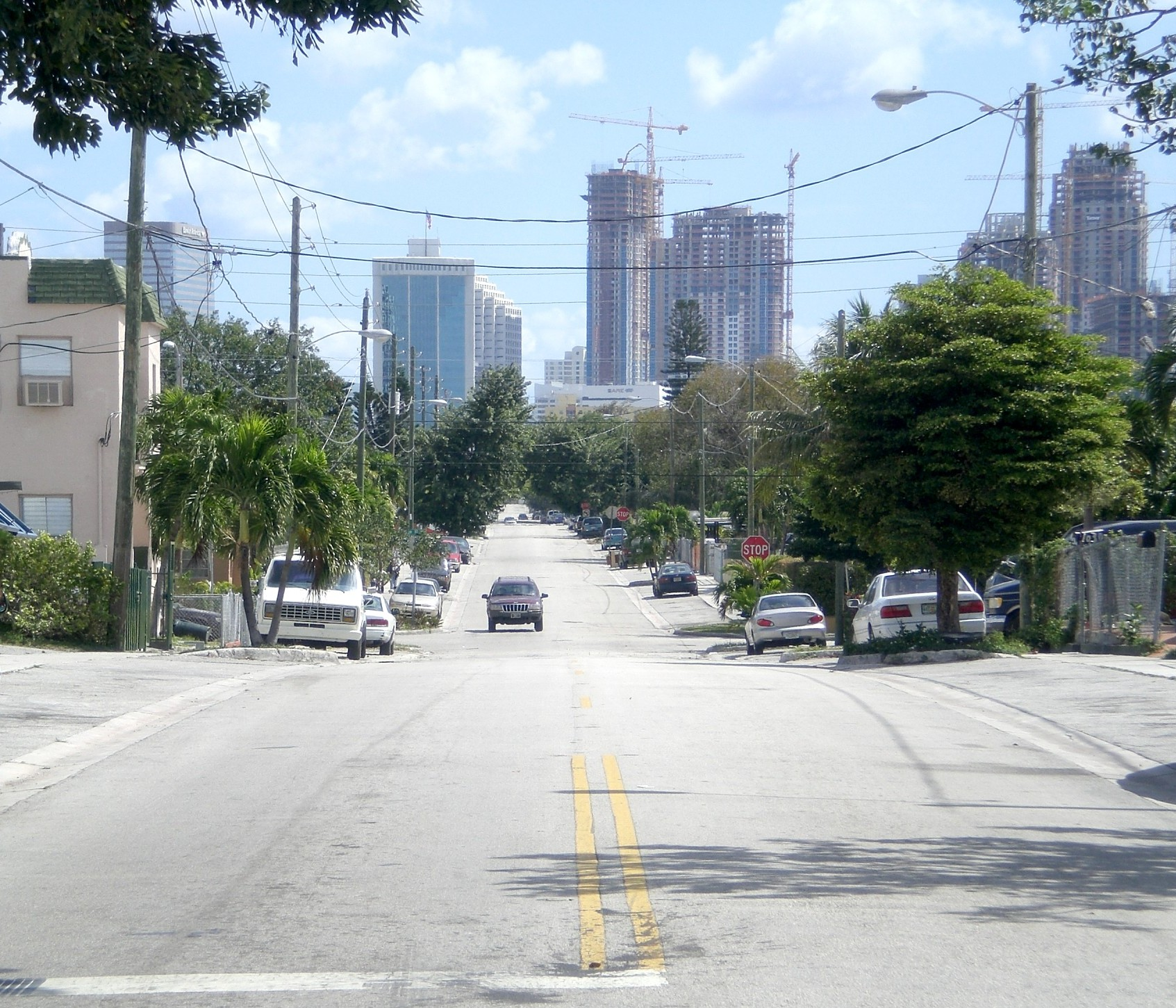
Vista da uno dei punti più alti di Miami a Coconut Grove verso Downtown, a 7 m sul livello del mare.

Miami è situata sulla costa dello Stato della Florida. La sua area urbana si estende approssimativamente fino al fiume Little River a nord, si estende oltre il Miami River a sud, si affaccia sulla baia di Biscayne ad est e confina con le Everglades ad ovest.
Miami è una delle meno estese tra le principali città degli Stati Uniti. Secondo lo United States Census Bureau, la città si estende su 700.1 km². Di questa area, 92,43 km² è di terra e 50,70 km² è di acqua. La coesistenza di 400.000 su una superficie di 91 km² rende Miami una delle città più densamente popolate degli Stati Uniti insieme a New York, San Francisco e Chicago.
La superficie rocciosa nel sottosuolo di Miami è di oolite o calcare. Questo strato roccioso è coperto da un sottile strato di terreno spesso non più di 15 m. Il calcare si è formato a seguito dei cambiamenti del livello del mare a seguito nel periodo glaciale e dell'era glaciale. A partire da 130.000 anni fa, durante l'interglaciazione Riss-Würm portò il livello del mare a circa 7,5 m al di sopra del livello attuale.

Tutta la Florida meridionale fu coperta da acque basse. Diverse linee parallele di scogliere si formarono lungo la costa della parte emersa dell'altopiano della Florida, andando dall'area di Miami a quella che è attualmente Dry Tortugas. L'area dietro queste scogliere fu in pratica una grande laguna e  il calcare di Miami si formò nell'area dai sedimenti di ooliti e gusci di bryozoa. A partire da 100.000 anni fa, il Wisconsiniano iniziò ad abbassare il livello del mare, portando allo scoperto il fondo della laguna. Circa 15.000 anni fa il livello delle acque era sceso di circa 100 m sotto il livello attuale, per poi tornare a salire e stabilizzarsi a quello che è attualmente circa 4.000 anni fa, lasciando la parte continentale della Florida appena al di sopra del livello del mare.
Al di sotto della pianura si trova la falda acquifera della Biscayne Aquifer, una sorgente naturale sotterranea di acqua dolce che si estende dalla parte meridionale della Contea di Palm Beach a Florida Bay, con la sua parte più alta nei pressi delle città di Miami Springs e Hialeah. Gran parte dell'area metropolitana di Miami ottiene la sua acqua potabile da questa falda. A causa di questa falda, non è possibile scavare più di 4,5 o 6 m al di sotto della città senza trovare acqua, cosa che impedisce la costruzione di strutture sotterranee: è per questa ragione che la metropolitana di Miami è sopraelevata o di superficie.

### Clima

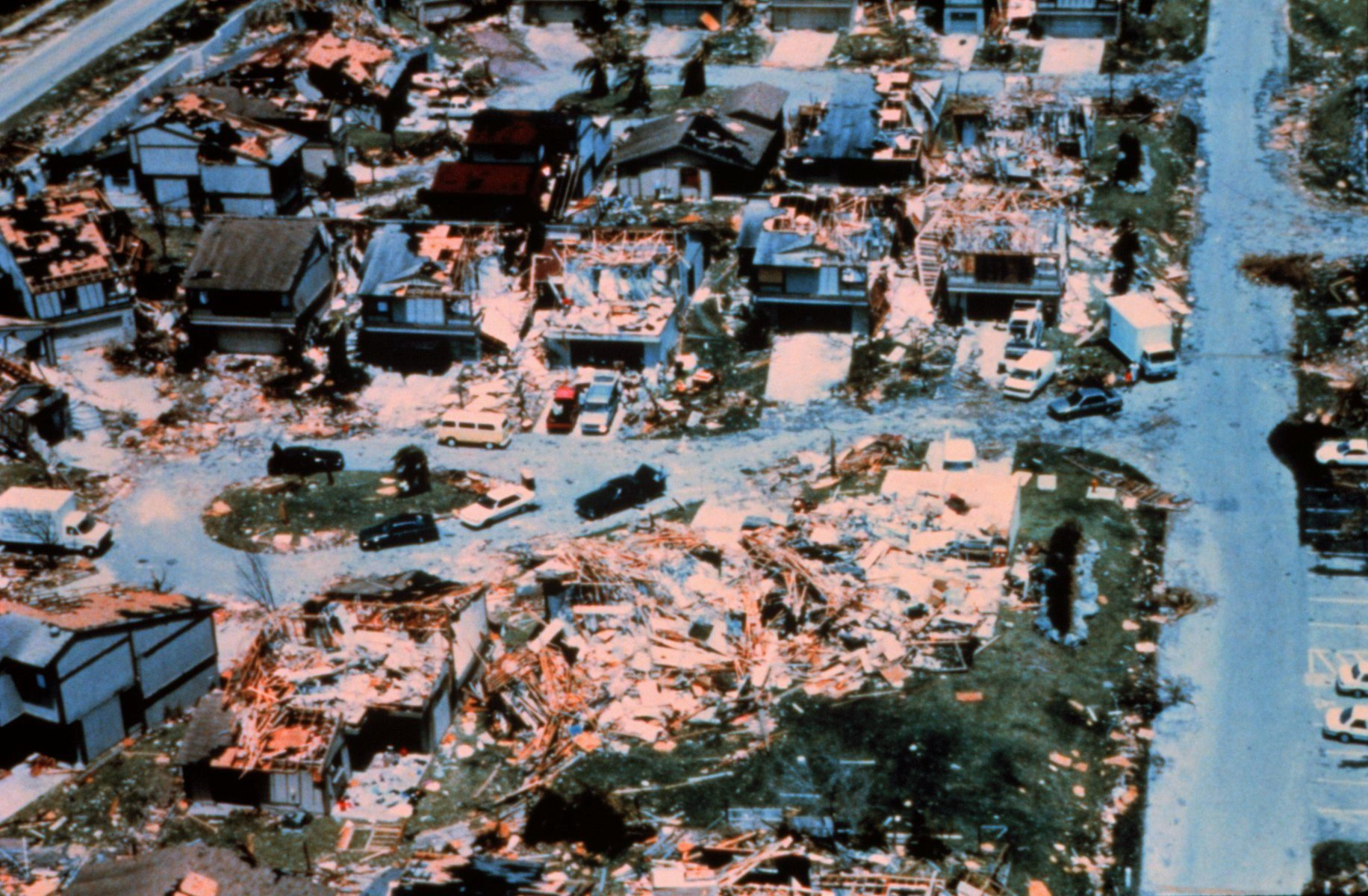
Distruzione dell'uragano Andrew

Miami è caratterizzata da un clima pressoché tropicale con estate particolarmente piovosa per temporali termoconvettivi pomeridiani abbastanza frequenti e intensi ed esposta, tra il 1º giugno e il 30 novembre, al rischio di uragani. I mesi invernali, soprattutto gennaio, sono invece caratterizzati da una minore piovosità e da temperature medie massime intorno a 25 °C e minime di 15 °C. Durante questa stagione talvolta si verificano brusche irruzioni di aria fredda subartica che, nel continente americano, riescono a protrarsi raramente fino ad aree tropicali (nessun rilievo orografico ne ostacola il cammino, semmai alcune catene degli Stati Uniti si sviluppano sui meridiani e quindi aiutano la discesa di masse fredde) che in città mediamente una o due volte l'anno, possono portare le temperature minime anche a 5 °C con massime intorno ai 15 °C.
In casi eccezionali, a cielo limpido notturno, si riscontrano minime pari allo 0 ° (fuori dall'area metropolitana è meno clamoroso, ma sempre decisamente raro e possono comparire deboli brinate data l'alta umidità del terreno) e di circa 9-10 ° nelle zone più riparate dai freddi e impetuosi venti nordici. Valori inconsueti per queste latitudini e comunque di breve durata (generalmente 1-2 giorni in tutto l'inverno, talvolta qualcuno in più, nel secondo caso almeno durante un inverno ogni 2 o 3 se non più raramente). Il record di temperatura più bassa mai registrata è stata di 30 °F cioè -1 °C. La neve, nelle registrazioni meteorologiche ufficiali della città, non è mai stata registrata ma il 19 gennaio 1977 cadde a poche decine di chilometri da Miami. Nei giorni immediatamente prima del Natale del 2009 cadde nevischio e pioggia mista a neve.
| Dati climatici 1981−2010           | Mesi  | Mesi  | Mesi  | Mesi  | Mesi  | Mesi  | Mesi  | Mesi  | Mesi  | Mesi  | Mesi  | Mesi  | Stagioni | Stagioni | Stagioni | Stagioni | Anno    |
| Dati climatici 1981−2010           | Gen   | Feb   | Mar   | Apr   | Mag   | Giu   | Lug   | Ago   | Set   | Ott   | Nov   | Dic   | Inv      | Pri      | Est      | Aut      | Anno    |
| ---------------------------------- | ----- | ----- | ----- | ----- | ----- | ----- | ----- | ----- | ----- | ----- | ----- | ----- | -------- | -------- | -------- | -------- | ------- |
| T. max. media (°C)                 | 24,5  | 25,5  | 26,7  | 28,4  | 30,4  | 31,8  | 32,6  | 32,6  | 31,7  | 29,9  | 27,5  | 25,3  | 25,1     | 28,5     | 32,3     | 29,7     | 28,9    |
| T. min. media (°C)                 | 15,4  | 16,7  | 18,2  | 20,1  | 22,6  | 24,3  | 25,1  | 25,1  | 24,6  | 22,9  | 19,9  | 17,1  | 16,4     | 20,3     | 24,8     | 22,5     | 21,0    |
| Precipitazioni (mm)                | 40,9  | 57,2  | 76,2  | 79,8  | 136,7 | 245,4 | 165,1 | 225,6 | 250,4 | 160,8 | 82,8  | 51,8  | 149,9    | 292,7    | 636,1    | 494,0    | 1 572,7 |
| Giorni di pioggia                  | 6,9   | 6,5   | 7,0   | 6,4   | 10,0  | 16,4  | 16,9  | 18,9  | 17,9  | 12,7  | 8,4   | 7,2   | 20,6     | 23,4     | 52,2     | 39,0     | 135,2   |
| Eliofania assoluta (ore al giorno) | 220,1 | 217,5 | 275,9 | 294,0 | 300,7 | 288,0 | 310,0 | 288,3 | 261,0 | 260,4 | 222,0 | 217,0 | 218,2    | 290,2    | 295,4    | 247,8    | 262,9   |

## Storia

### Storia antica

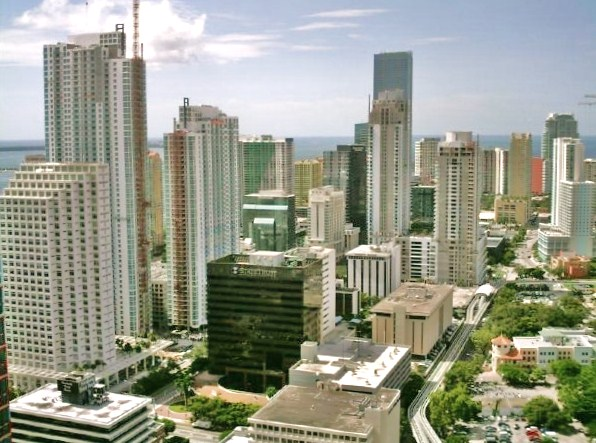
Miami downtown

L'origine della parola Miami è incerta. Una delle possibili radici potrebbe essere un'espressione dei nativi americani per indicare l'acqua dolce. La zona è, infatti, ricca d'acqua. Un'altra teoria è che il nome provenga dal lago Mayaimi (ora denominato lago Okeechobee, che significa "l'acqua grande"), chiamato così per la tribù Mayaimi, che un tempo abitava sulle sue rive.
I nativi americani occuparono la regione di Miami circa 10.000 anni fa e negli anni della colonizzazione europea, con la tribù Tequesta, controllarono la parte più meridionale della Florida. Ponce de León fu tentato inizialmente di occupare la zona intorno al 1500, ma i suoi uomini non poterono difendere il territorio contro i bellicosi nativi, di conseguenza si spostarono a nord in una zona più scarsamente popolata. Per la maggior parte del primo periodo coloniale, la zona di Miami fu visitata soltanto occasionalmente dagli europei.

### L'insediamento americano
Nel 1566 Pedro Menéndez de Avilés e i suoi uomini riuscirono a stabilire un insediamento nel territorio dei Tequesta e l'anno successivo costruirono una missione alla foce del fiume Miami. Nel 1743 gli spagnoli costruirono un forte e molti coloni edificarono le loro case e fattorie lungo il corso del Miami e sulla baia di Biscayne.
Durante gli anni successivi molti avventurieri dalle Bahamas furono attirati nella Florida del sud dalla caccia ai tesori delle navi che affondavano lungo la barriera corallina delle isole Keys e della costa. Contemporaneamente dal nord arrivarono gli indiani Seminole.
Nel 1830, Richard Fitzpatrick acquistò la terra sul fiume Miami e impiantò con successo una piantagione in cui coltivò canna da zucchero, banani, mais e vari tipi di frutta tropicale. Fort Dallas fu costruito nella piantagione di Fitzpatrick nella parte nord del fiume. Miami si trasformò in una zona di guerra durante la seconda guerra Seminole e molti dei residenti non indiani erano i soldati di stanza a Fort Dallas. Fu la guerra indiana più devastante nella storia americana e causò la perdita quasi totale della popolazione.
Dopo che nel 1842 la seconda guerra Seminole si concluse, il nipote di Fitzpatrick, William English, ristabilì la piantagione a Miami, pianificò di costruire "il villaggio di Miami" sulla riva sud del fiume e riuscì a vendere molti lotti di terreno. La terza guerra Seminole (1855-1858) non fu distruttiva quanto la seconda, nondimeno rallentò lo sviluppo della Florida sudorientale. Alla conclusione della guerra, alcuni dei soldati si stabilirono a Miami, mentre i Seminole rimasero nelle Everglades. Nel 1890, soltanto una manciata di famiglie aveva fatto di Miami la propria casa.
Nel 1891 Julia Tuttle, una ricca donna di Cleveland, acquistò una vasta piantagione di agrumi nella zona e cercò di convincere il magnate delle ferrovie Henry Flagler, a espandere la sua linea ferroviaria, la Florida East Coast Railroad, verso sud, ma questi rifiutò l'offerta. Nel 1894, tuttavia, la Florida fu colpita da un rigido inverno, che distrusse tutti i raccolti di agrumi nella parte nord dello Stato. Fortunatamente Miami fu risparmiata e gli agrumi della signora Tuttle si trasformarono negli unici reperibili sul mercato quell'anno. Scrisse di nuovo a Flagler, persuadendolo a visitare la zona: alla fine del suo primo giorno di visita giunse alla conclusione che Miami era pronta per espandersi.
Inizialmente molti cittadini volevano chiamare la città Flagler, ma Henry Flagler li convinse che non avrebbe dovuto chiamarsi con il suo nome. Così il 28 luglio 1896, fu fondata la città di Miami con 444 abitanti (243 dei quali bianchi e 181 neri). Nel 1900 la popolazione era salita a 1.681 persone, nel 1910 a 5.471 e nel 1920 a 29.549.

### Lo sviluppo iniziale

Lo skyline di Miami

Lo sviluppo di Miami fino alla seconda guerra mondiale fu esponenziale: all'inizio degli anni venti, le autorità legalizzarono il gioco d'azzardo e non applicarono mai troppo rigidamente il proibizionismo, questo fece sì che migliaia di persone emigrassero a Miami dal nord degli Stati Uniti, generando una crescita nell'edilizia che non aveva precedenti. Alcuni edifici furono rasi al suolo dopo meno di dieci anni dalla loro costruzione per far posto a nuove e più grandi opere architettoniche. Questo boom speculativo e la realizzazione di nuove strutture cominciò a rallentare quando la quantità di materiale da costruzione causò il sovraccarico del sistema di trasporto locale. A volte le navi da carico finivano in secca, bloccando il porto. Alla fine il trasporto soffocò e il sindaco impose l'embargo su tutte le merci in ingresso, tranne che alle derrate alimentari. La bolla economica collassò definitivamente nel 1926 con l'arrivo del Grande Uragano di Miami e con la Grande depressione negli anni successivi.
Alla metà degli anni trenta fu costruito il quartiere Art Déco di Miami Beach (ora città a sé stante) e con l'inizio della seconda guerra mondiale, il governo degli Stati Uniti approfittò della posizione strategica della città per costruire centri di addestramento, punti di rifornimento e stazioni per le comunicazioni. Alla fine del conflitto, molti degli uomini e delle donne di stanza a Miami vi si stabilirono definitivamente, spingendo la popolazione fino alla soglia dei 500.000 abitanti.

### L'afflusso migratorio

#### Cuba

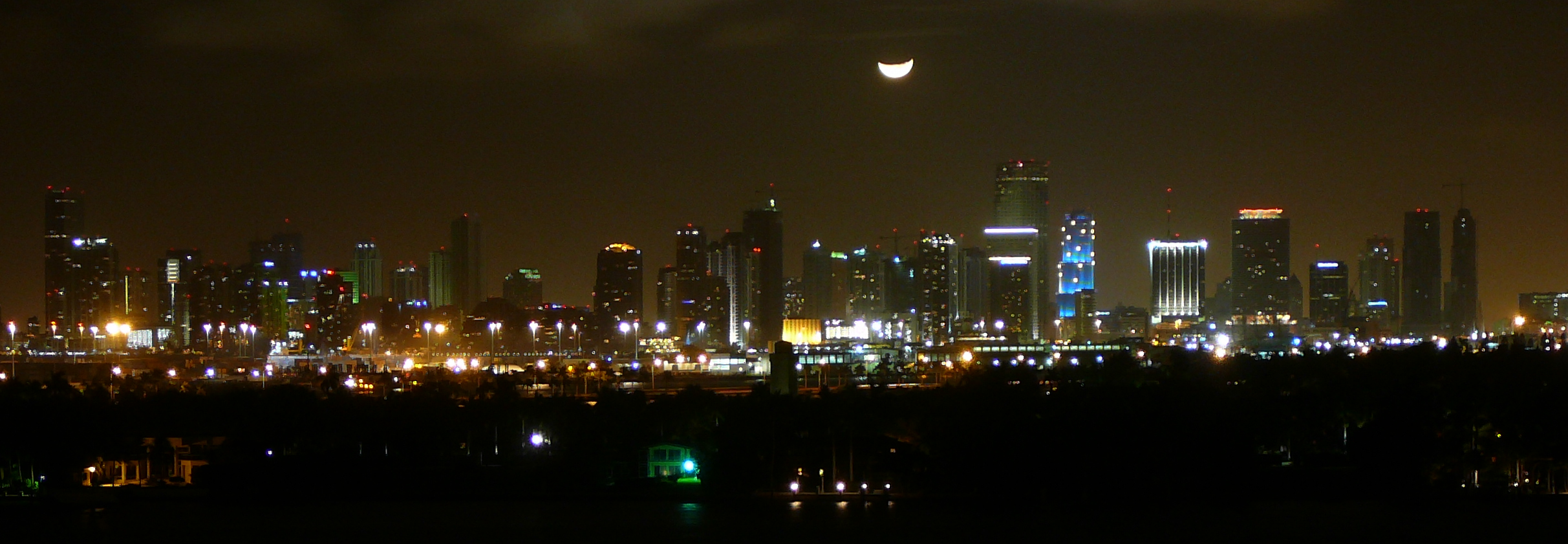
Vista notturna di Miami

A seguito della rivoluzione cubana del 1959 che destituì la dittatura di Fulgencio Batista, e portò Fidel Castro al potere, gli esuli cubani cominciarono ad arrivare in Florida in massa. In realtà si trattava di coloro che con la dittatura di Batista e con gli americani avevano intrattenuto stretti rapporti. Inoltre, approdarono in Florida numerosi galeotti, incoraggiati da Castro a lasciare Cuba. Nel solo 1965, più di 100.000 cubani arrivarono con i "voli della libertà", effettuati due volte al giorno, fra L'Avana e Miami. Molti dei fuggitivi erano membri delle classi medie, che al loro arrivo negli Stati Uniti avevano perso quasi tutti i loro averi. La città accolse gli esuli, molti dei quali si stabilirono nel quartiere di Riverside, che da allora prese il nome di Little Havana. La comunità ispanica cominciò a diventare predominante e lo spagnolo a essere la lingua più comune.
Negli anni fra il 1960 e il 1970, la Procura Generale era solita garantire dei permessi speciali (chiamati parole) ai cubani che entravano nel paese, ai quali dopo almeno un anno di permanenza sul territorio americano, veniva assegnato il permesso di soggiorno permanente (la green card). Nel 1980 Miami fu protagonista del più grande esodo della storia americana: un'unica flottiglia di piccole imbarcazioni approdò sulle rive della Florida trasportando 150.000 esuli provenienti da Cuba.
Negli anni ottanta Miami ha visto un incremento di immigranti da altre nazioni e in particolar modo da Haiti. Nel 1990 la presenza degli haitiani è stata riconosciuta con l'aggiunta della lingua creola haitiana alle schede elettorali, infatti è presente il piccolo sobborgo Little Haiti nel nord di Miami.
Nei secondi anni novanta Stati Uniti e Cuba firmarono degli accordi tesi a normalizzare il flusso migratorio fra i due paesi: si ottenne l'ufficializzazione della nuova politica americana nei confronti dei rifugiati e l'impegno da parte di Cuba a fermare le eventuali imbarcazioni dirette in Florida e a non perseguire i rimpatriati. Gli accordi con il governo cubano diedero origine anche alla politica del "piede bagnato-piede asciutto", che permette agli esuli cubani che riescono ad arrivare sulla terraferma, di avere il permesso di soggiorno.

#### Venezuela
Durante il governo di Hugo Chavez già risiedevano a Miami molti venezuelani di classe media i quali per lavoro si erano trasferiti da Caracas a Miami a causa della crisi economica del paese caraibico. Nel 2013 Chavez decedette e salì al potere Nicolas Maduro. La pessima situazione economica venezuelana, unita ad accuse di corruzione e cattiva gestione al governo del paese, portò a forti proteste popolari durante la seconda metà del 2013. Le proteste, che causarono diverse vittime, proseguirono nel 2014. I sostenitori del governo affermavano che era in atto una campagna di diffamazione e destabilizzazione per abbattere il governo chavista eletto democraticamente, che le proteste pacifiche erano tollerate e che la polizia non sparava sui dimostranti disarmati.
Nonostante questa affermazioni, a Miami continuarono ad arrivare moltissimi venezuelani, al punto che oggi esiste una piccola cittadina (Little Venezuela realmente Doral) che si trova dietro l'aeroporto internazionale di Miami.

#### Italia
L'atmosfera latina di Miami ha reso la città una delle più popolari per i turisti e gli immigrati di tutto il mondo ed è diventata la terza porta d'ingresso agli Stati Uniti, dopo New York e Los Angeles. La maggior parte delle comunità europee d'immigranti sono recenti e sono per buona parte composte da persone di alto reddito, che vivono a Miami solo una parte dell'anno. Miami ospita la più ricca comunità italiana degli Stati Uniti, molto attiva nella moda e nella produzione di barche. Senza contare le persone di origine italiana (circa 300.000) sono circa 45.000 coloro che, nati in Italia, risiedono nella maggiore città della Florida. Miami ha uno dei maggiori consolati italiani negli Stati Uniti ed è stata una delle quattro destinazioni statunitensi dell'Alitalia.

### Miami Vice o La città del vizio e della criminalità
Negli anni ottanta, Miami si è trasformata nel più grande punto di transito della cocaina proveniente dalla Colombia, dalla Bolivia e dal Perù.
L'industria della droga introdusse miliardi di dollari a Miami, ma anche una rapida escalation del numero di crimini violenti, fino a far sì che Miami fosse una delle città americane più violente e con un numero di crimini sopra la media. Quel periodo è ricordato con il nome "Cocaine Cowboy Era".
In questo scenario fu ambientato il film Scarface diretto nel 1983 da Brian De Palma. Lo stesso scenario che servì da ispirazione alla fortunata serie televisiva Miami Vice, che aveva per protagonisti due agenti infiltrati della narcotici della polizia di Miami. Il successo della serie ha cominciato a ridisegnare l'industria dell'intrattenimento a Miami e la città rimane un esempio nella moda, nel cinema e nella musica. In questi scenari di criminalità e di corruzione sono anche ambientati i famosi videogiochi Grand Theft Auto: Vice City e il prequel Grand Theft Auto: Vice City Stories, in cui la città anziché chiamarsi Miami si chiama Vice City (che letteralmente significa "città del vizio"), tuttavia nell'universo della serie videoludica di GTA è presente la città di Miami. 

## Monumenti e luoghi d'interesse
Nonostante la nascita relativamente recente della città, sono numerose le strutture di Miami iscritte al National Register of Historic Places principalmente nei quartieri più antichi di Downtown Miami e Coconut Grove.

### Architetture religiose
Nella città di Miami:

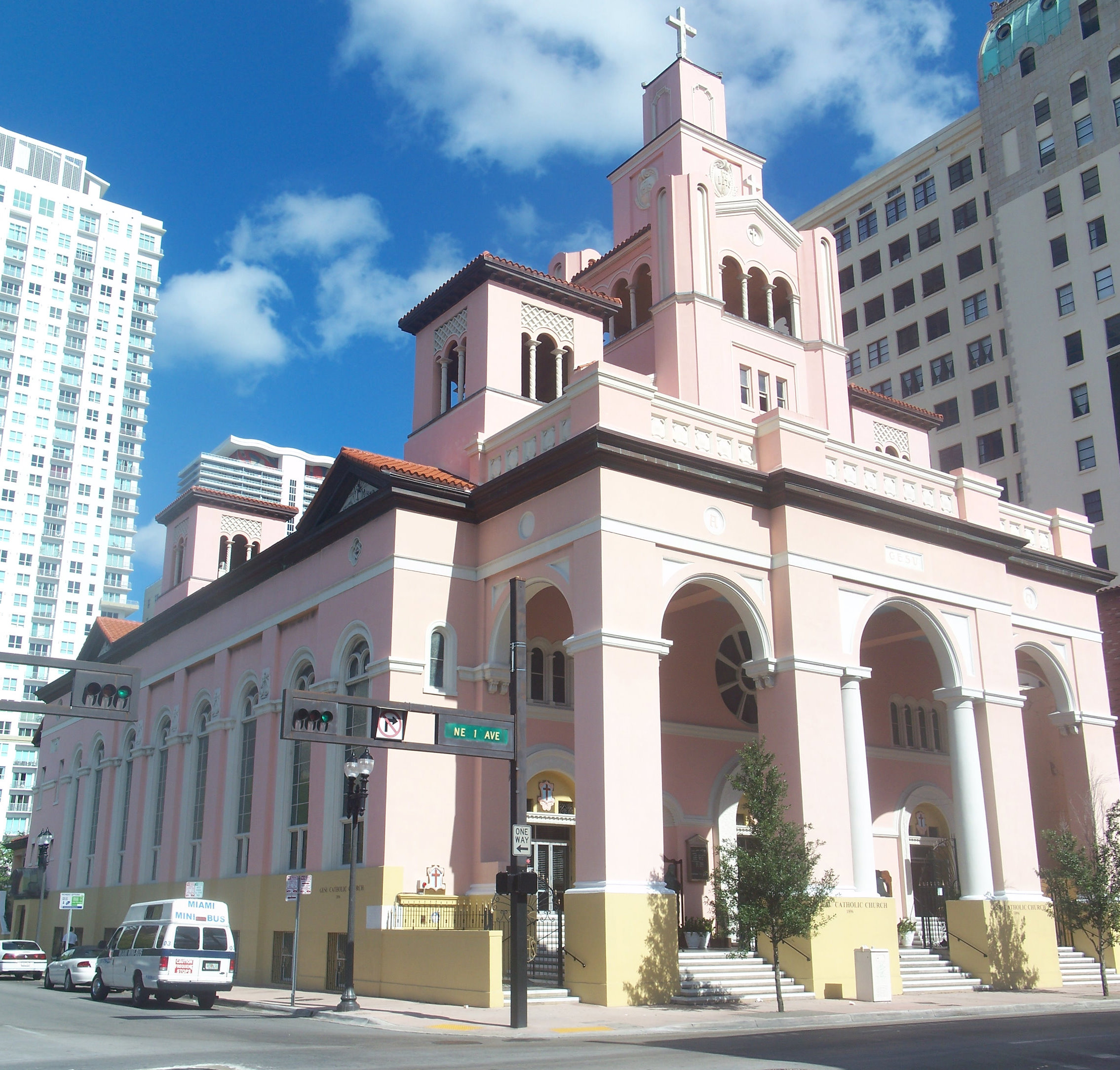
Gesu Church del 1896 è la chiesa cattolica più antica di Miami

- Central Baptist Church (1925), Downtown Miami
- First Church of Christ Scientist (1925), Downtown Miami
- First Presbyterian Church (1898), Downtown Miami
- First United Methodist Church (1966), Downtown Miami
- Gesù Catholic Church (1896), Downtown Miami
- Greater Bethel AME Church (1927), Downtown Miami
- St. Jude Catholic Church (1946), Downtown Miami
- Temple Israel of Greater Miami (1926), Downtown Miami
- Trinity Episcopal Cathedral (1925), Downtown Miami
- Plymouth Congregational Church (1917), Coconut Grove
- City of Miami Cemetery (1897), Omni

Nell'Area metropolitana di Miami:
- Chiesa di San Bernardo di Chiaravalle (Ancient Spanish Monastery, 1133-1952), North Miami Beach

### Architetture civili

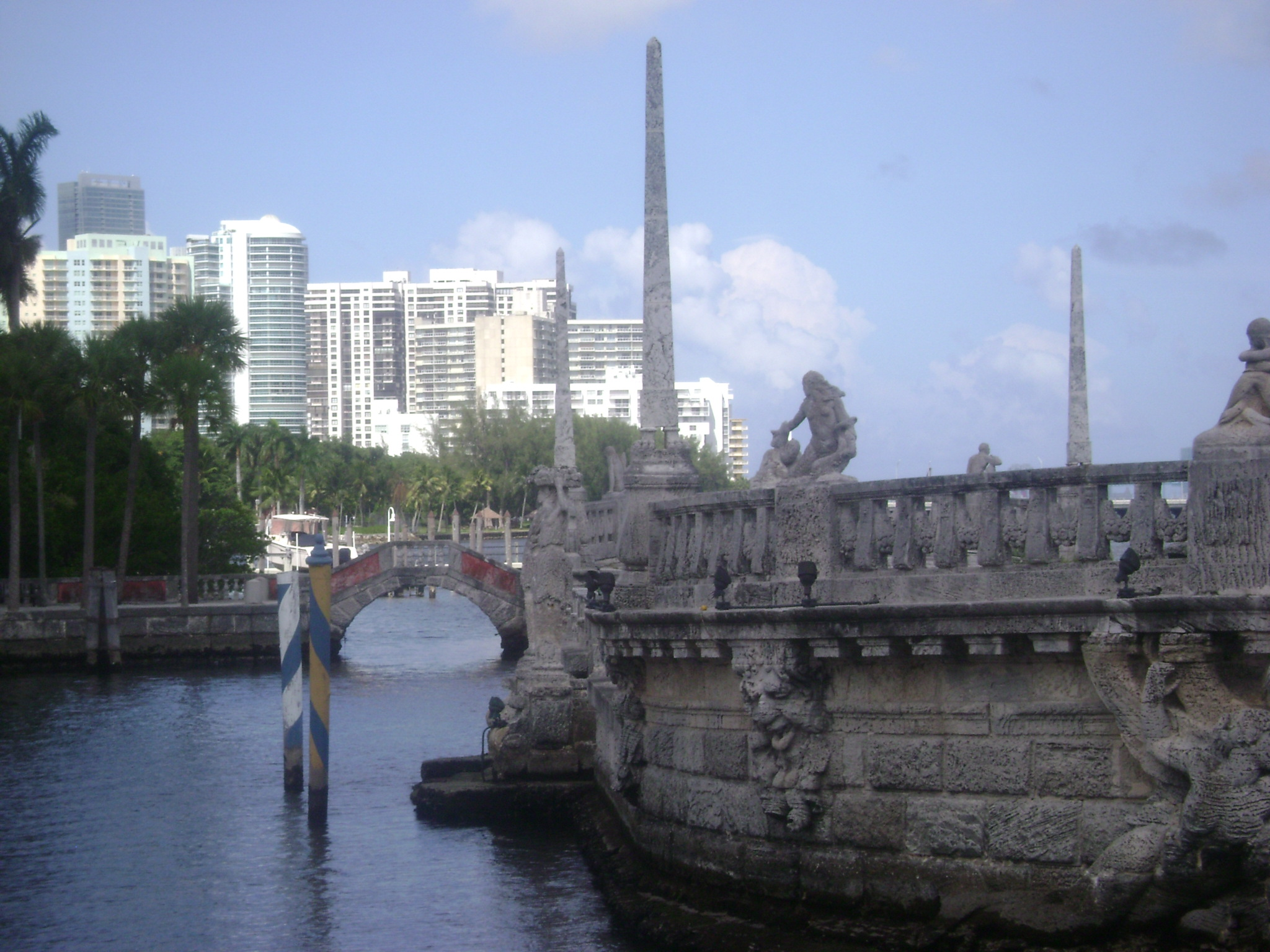
Villa Vizcaya e sullo sfondo la città di Miami

L'ufficio del Preservation Officer del dipartimento di pianificazione di Miami ha individuato nella città dieci distretti contenenti edifici storici, che sono:
- Bayside Historic District (Upper Eastside);[7][8]
- Beverly Terrace Historic District (Midtown Miami);[9][10]
- Buena Vista East Historic District (Little Haiti);[11][12]
- Downtown Miami Historic District (Downtown Miami);[13]
- Lummus Park Historic District (Downtown Miami);[14][15]
- Miami Modern (MiMo) / Biscayne Boulevard Historic District (Upper Eastside);[16][17]
- Morningside Historic District (Bay Shore, Upper Eastside);[18][19]
- Palm Grove Neighborhood Historic District (Upper Eastside);[20]
- South River Drive Historic District (Little Havana);[21][22]
- Spring Garden Historic District (Overtown).[23][24]

Tra gli edifici di maggiore interesse nella città di Miami ci sono:
- Arsh Art and Dance Center, Downtown Miami
- Knight music theater, Downtown Miami
- Freedom Tower, Downtown Miami
- Miami-Dade County Courthouse, Downtown Miami
- Alfred I. DuPont Building, Downtown Miami
- Ingraham Building, Downtown Miami
- Miami City Hospital, Building No. 1 (The Alamo), Downtown Miami
- Ransom School Pagoda (1902), Coconut Grove
- Trapp Homestead (1887), Coconut Grove
- Dinner Key (1917), che ospita il Miami City Hall, Coconut Grove
- Villa Vizcaya, 1914–23, Coconut Grove
- El Jardin (1918), Coconut Grove
- First Coconut Grove School (1887), Coconut Grove
- Sweeney House (1916), Coconut Grove

Altre architetture civili che attraggono l'interesse dei visitatori sono i numerosi grattacieli nelle zone di Downtown Miami e Brickell.
Nell'Area metropolitana di Miami si hanno poi i seguenti edifici storici:
- City Hall, Coral Gables
- Biltmore Hotel, Coral Gables
- Coral Castle, Homestead
- Venetian Pool, Coral Gables
- Charles Deering Estate, Cutler (Palmetto Bay)
- Douglas Entrance (Puerta del Sol), Coral Gables

### Zone commerciali
Nella città di Miami:
- Flagler Street, Downtown Miami

Bayside Marketplace

- Miami Jewelry District, Downtown Miami
- Bayside Marketplace, Downtown Miami
- Mary Brickell Village, Brickell
- Omni International Mall, Omni
- CocoWalk, Coconut Grove
- Mayfair, Coconut Grove
- Calle Ocho, Little Havana

Nell'Area metropolitana di Miami:
- Lincoln Road, Miami Beach
- Collins Avenue, Miami Beach
- Ocean Drive, Miami Beach
- Aventura Mall, Aventura
- Bal Harbour Shops, Miami Beach
- Dadeland Mall, Kendall
- Dolphin Mall, Sweetwater
- Miami International Mall, Doral
- Miracle Mile. Coral Gables
- The Shops at Sunset Place, South Miami
- The Falls, Kendall
- Village of Merrick Park, Coral Gables

### Siti archeologici
- Miami River Rapids Archeological Zone Little Havana
- Brickell Park and Mausoleum Archeological Zone, Brickell
- Miami Circle, area sepolcrale degli indiani Tequesta (310-10 AD), Brickell

### Aree naturali

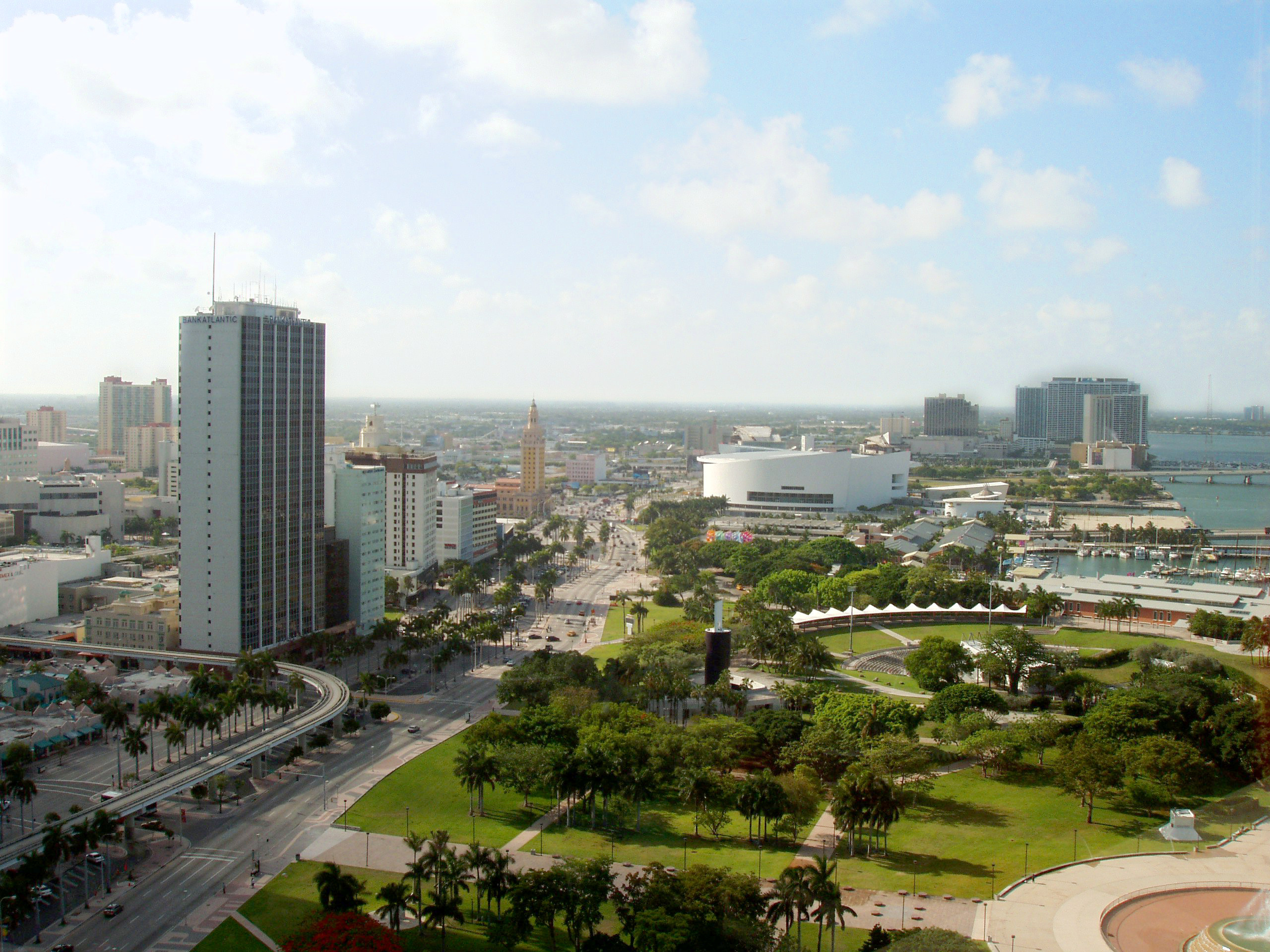
Bayfront Park

Nella città di Miami l'unica spiaggia accessibile è quella di Virgina Beach. Altri parchi della città sono:
- Bayfront Park, Downtown Miami
- Bicentennial Park, Downtown Miami
- Morningside Park, Downtown Miami
- The Barnacle Historic State Park, Coconut Grove
- The Kampong, Coconut Grove

Altre attrazioni nella città di Miami sono:
- Jungle Island, Watson Island
- Miami Seaquarium, Virginia Key

Nell'Area metropolitana di Miami sono molto frequentate le spiagge della vicina South Beach (nella municipalità di Miami Beach). A ridosso della spiaggia di Miami Beach vi è anche l'Art Déco Historic Districts, quartiere di Miami riconosciuto dal National Register Art Deco District per essere la città americana con la più alta quantità di palazzi (se ne contano più di 800) in stile Art déco d'America. Altre località balneari si trovano a sud di Miami lungo le Florida Keys, da Tequesta a Key West. Altri parchi d'interesse sono:
- Fairchild Tropical Garden, Coral Gables
- Matheson Hammock Park, Coral Gables
- Fruit and Spice Park, Redland
- Oleta River State Park, North Miami
- Pinecrest Gardens, Pinecrest

Altre attrazioni per visitatori sono:
- Butterfly World, Coconut Creek
- Monkey Jungle, Cutler Bay
- Zoo Miami Three Lakes

Nei pressi di Miami si trovano poi l'Everglades National Park e la Riserva nazionale di Big Cypress.

## Società

### Evoluzione demografica
| Popolazione di Miami |         |                    |
| Anno                 | Città   | Area metropolitana |
| 1900                 | 1.681   | N/A                |
| 1910                 | 5.471   | N/A                |
| 1920                 | 29.549  | 66.542             |
| 1930                 | 110.637 | 214.830            |
| 1940                 | 172.172 | 387.522            |
| 1950                 | 249.276 | 693.705            |
| 1960                 | 291.688 | 1.497.099          |
| 1970                 | 334.859 | 2.236.645          |
| 1980                 | 346.865 | 3.220.844          |
| 1990                 | 358.548 | 4.056.100          |
| 2000                 | 362.470 | 5.007.564          |
| 2010                 | 399.457 | 5.413.212          |
| 2017                 | 463.347 | 6.100.000          |

La città vera e propria ospita poco meno di un residente della Florida meridionale su 13. Inoltre, il 52% della popolazione della contea di Miami-Dade non vive in nessuna municipalità. Miami è la quarantaduesima città più popolosa negli Stati Uniti. L'area metropolitana di Miami, che include le contee di Miami-Dade, Broward e Palm Beach, conta una popolazione totale maggiore di 5,5 milioni di persone, venendo infatti classificata come settima negli Stati Uniti, ed è l'area metropolitana più grande nel sudest del Paese.
Nel 2008 l'ONU stimava che l'agglomerato urbano di Miami fosse il quarantaquattresimo al mondo.

### Etnie e minoranze straniere
| Evoluzione delle etnie di Miami | Evoluzione delle etnie di Miami | Evoluzione delle etnie di Miami | Evoluzione delle etnie di Miami | Evoluzione delle etnie di Miami | Evoluzione delle etnie di Miami | Evoluzione delle etnie di Miami |
| ------------------------------- | ------------------------------- | ------------------------------- | ------------------------------- | ------------------------------- | ------------------------------- | ------------------------------- |
| Anno                            | Bianchi                         | Bianchi non ispanici            | Afroamericani                   | Asiatici                        | Altri                           | Ispanici e Latino Americani     |
| 1910                            | 58,7%                           | –                               | 41,3%                           | 0,1%                            | –                               | –                               |
| 1920                            | 68,5%                           | –                               | 31,3%                           | 0,1%                            | –                               | –                               |
| 1930                            | 77,3%                           | –                               | 22,7%                           | 0,1%                            | –                               | –                               |
| 1940                            | 78,5%                           | –                               | 21,4%                           | 0,1%                            | –                               | –                               |
| 1950                            | 83,7%                           | –                               | 16,2%                           | 0,1%                            | –                               | –                               |
| 1960                            | 77,4%                           | –                               | 22,4%                           | 0,1%                            | –                               | 17,6%                           |
| 1970                            | 76,6%                           | 41,7%                           | 22,7%                           | 0,3%                            | 0,4%                            | 44,6%                           |
| 1980                            | 66,6%                           | 19,4%                           | 25,1%                           | 0,5%                            | 7,8%                            | 55,9%                           |
| 1990                            | 65,6%                           | 12,2%                           | 27,4%                           | 0,6%                            | 6,4%                            | 62,5%                           |
| 2000                            | 66,6%                           | 11,8%                           | 22,3%                           | 0,7%                            | 5,6%                            | 65,8%                           |
| 2010                            | 72,6%                           | 11,9%                           | 19,2%                           | 1,0%                            | 4,2%                            | 70,0%                           |
| 2020                            |                                 | 14%                             | 11,9%                           | 1,3%                            | 2,7%                            | 70,2%                           |

Nel 2000 la composizione razziale della popolazione era: 34,1% cubani,
 20% venezuelani, 5,6% nicaraguensi,
 5,5% haitiani,
 3,3% onduregni,
 1,7% dominicani,
 1,6% colombiani.

Nel 2004 le Nazioni Unite hanno classificato Miami prima per popolazione nata al di fuori della città nella quale risiede (59%), seguita da Toronto (50%).
Nel 2009, la retribuzione media per abitazione era di $29.812, mentre il reddito familiare medio era di $33,814. Il reddito medio individuale era di $19.846. Circa il 21.7% delle famiglie ed il 26.3% della popolazione era sotto la soglia della povertà.
Nel 1960, i bianchi non ispanici rappresentavano l'80% della popolazione della contea di Miami-Dade.

Nel 1970, il Census Bureau riportava la popolazione di Miami come composta dal 45,3% di ispanici, 32,9% di bianchi non ispanici ed il 22,7% di popolazione di colore.

La crescita esplosiva della popolazione di Miami è stata pilotata dalla migrazione interna da altre parti del paese, principalmente fino agli anni 1980, come anche dall'immigrazione negli Stati Uniti, dagli anni 1960 agli anni 1990. Oggi l'immigrazione a Miami si è ridotta significativamente e la crescita attuale è attribuita in gran parte alla sua veloce urbanizzazione ed alla crescita di edifici di altezza considerevole, che hanno fatto crescere la densità dei suoi quartieri centrali, come Downtown, Brickell e Edgewater, dove una singola area a Downtown ha visto una crescita del 2.069% della popolazione nel censimento del 2010.
La cultura generale di Miami è influenzata significativamente dalla popolazione ispanica e da quella di colore, quest'ultima principalmente proveniente dalle isole dei Caraibi.

### Lingue
A Miami, data la forte migrazione cubana seguita da quella venezuelana, la lingua più parlata è lo spagnolo. Lingue minoritarie oltre l'inglese sono l’italiano, il greco e il cinese.
Se nel 2000 il 66,75% dei residenti parlava spagnolo a casa e il 25,45% inglese, nel 2010 addirittura il 70,2% degli abitanti di Miami di età superiore ai 5 anni parlava solo spagnolo a casa, mentre soltanto il 22,7% della popolazione parlava inglese in ambiente domestico. Circa il 6,3% parla altre lingue indoeuropee a casa. In totale, quindi, il 77,3% degli abitanti parla una lingua diversa dall'inglese.
Dal trasferimento al di fuori di quest'area di persone che parlano inglese, la percentuale di persone che parlano solo inglese è destinato a scendere ulteriormente.

## Cultura

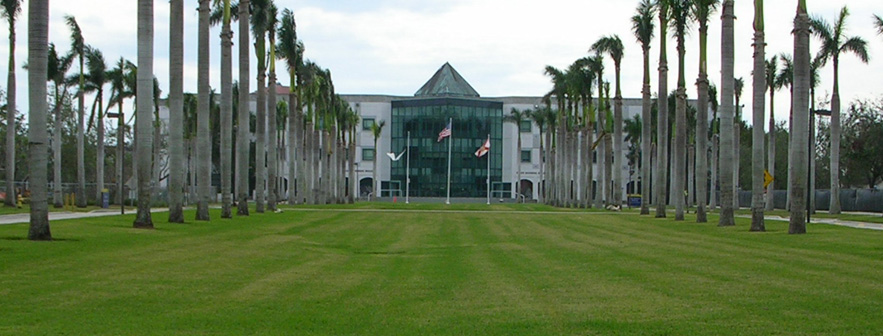
Florida International University

### Biblioteche
La Miami-Dade Public Library gestisce numerose biblioteche nella contea, tra le quali presso la Miami Cultural Plaza al 101 West Flagler Street, a Downtown Miami.

### Scuole
Le scuole pubbliche sono gestite dalla Miami-Dade County Public Schools. Tra i centri di formazione superiore si hanno:
- Florida International University
- Università di Miami
- Barry University
- Florida Memorial University
- Johnson & Wales University
- New World School of the Arts
- Saint Thomas University
- Miami-Dade College

### Musei

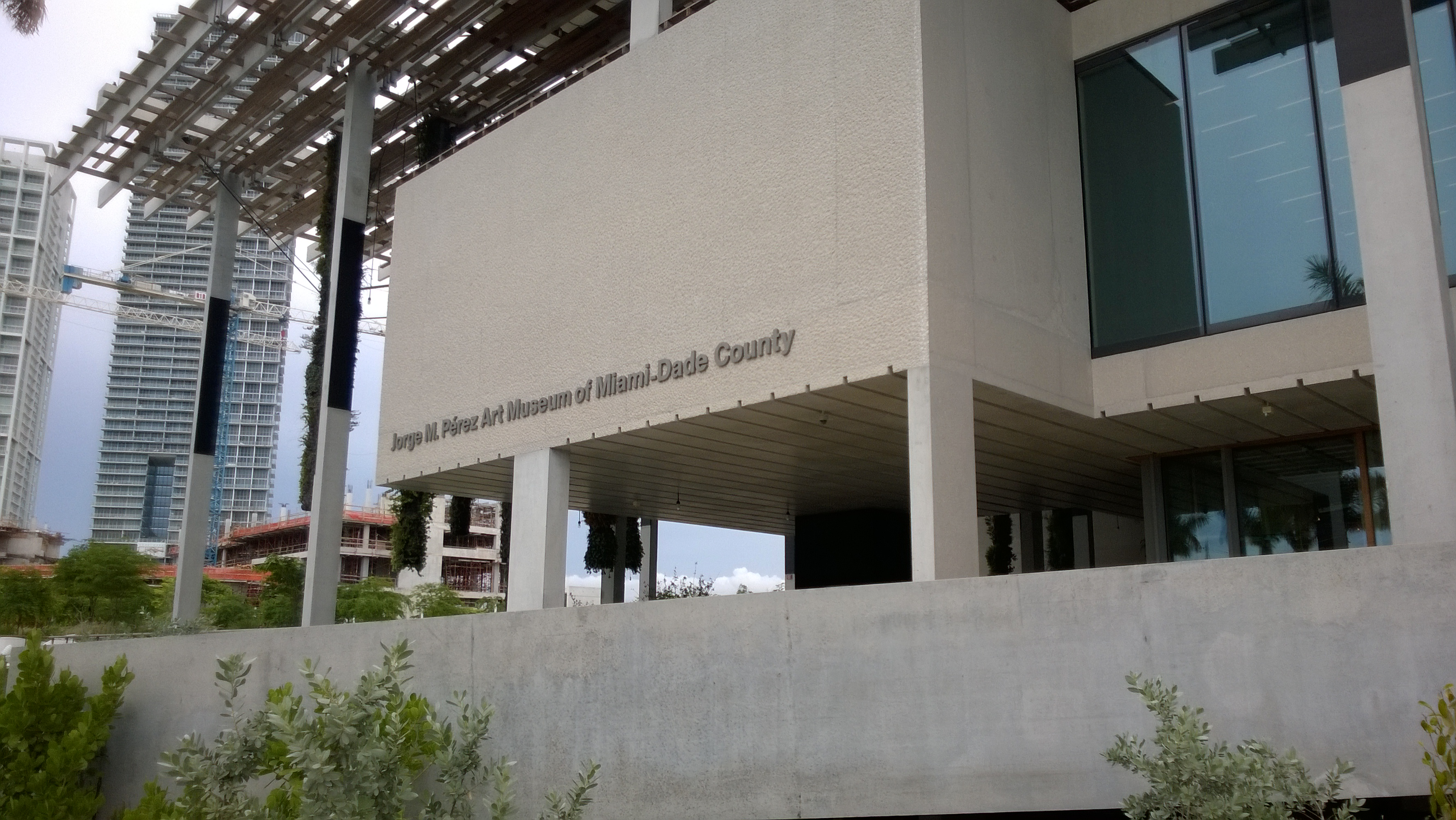
Perez Art Museum

- Pérez Art Museum Miami
- HistoryMiami
- Freedom Tower
- Villa Vizcaya
- Miami Science Museum
- Lowe Art Museum
- Frost Art Museum
- Museum of Contemporary Art
- Miami Children's Museum
- Hirai Momo Carmen

### Teatri

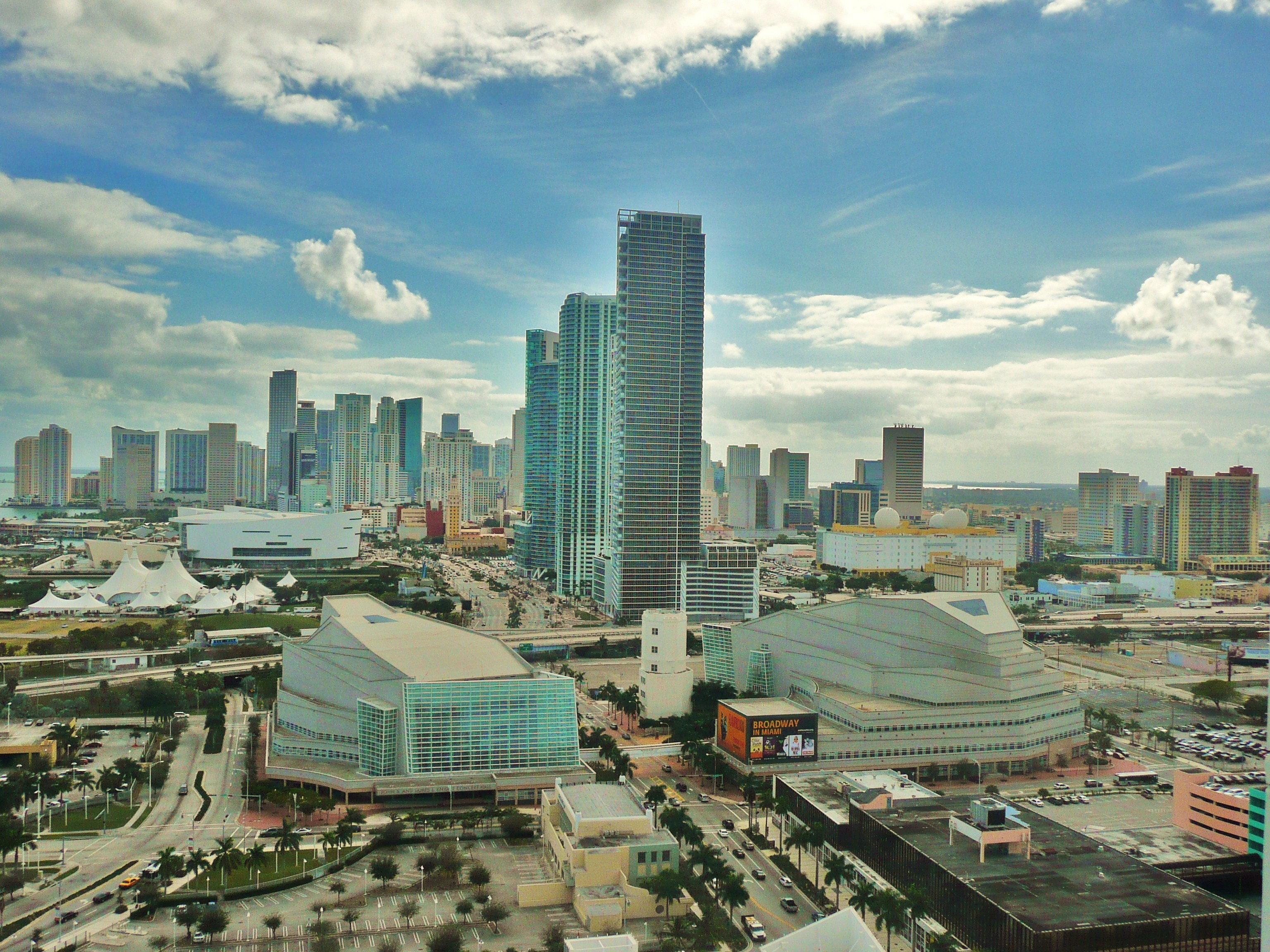
Adrienne Arsht Center for the Performing Arts

- Adrienne Arsht Center for the Performing Arts
- Lyric Theater
- Gusman Center for the Performing Arts (Olympia Theater

## Geografia antropica

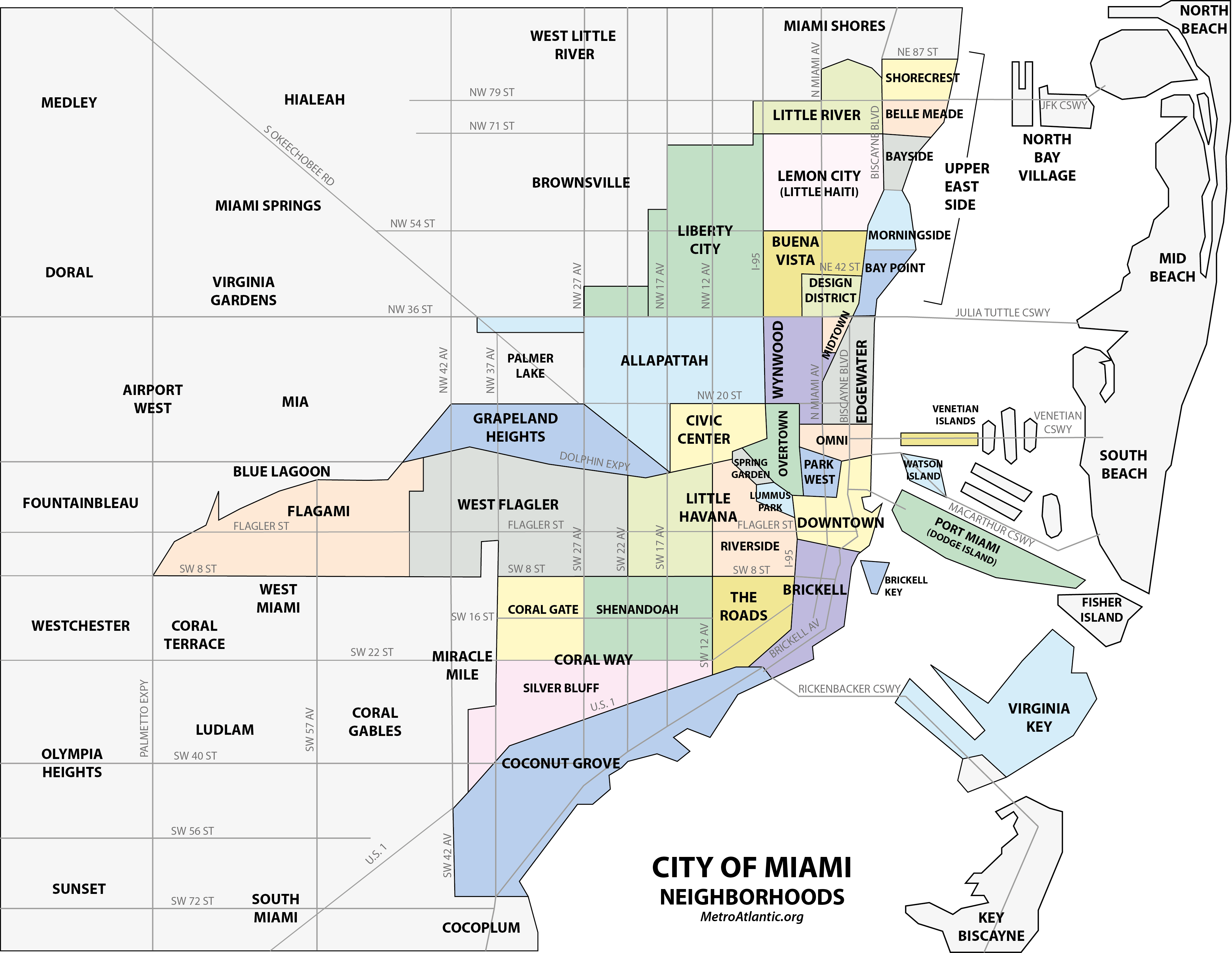
Mappa dei quartieri di Miami.

### Urbanistica
Miami è suddivisa in differenti aree, con Downtown Miami che rappresenta il centro della città.
Le strade sono generalmente numerate e quelle in direzione est-ovest vengono indicate come Street, mentre quelle in direzione nord-sud come Avenue. Le strade sono numerate progressivamente allontanandosi dai riferimenti principali costituiti da Flagler Street in direzione est-ovest e Miami Avenue in direzione nord-sud.
Il numero della strada generalmente si ripete nei quadranti nordest, sudest, sudovest e nordovest della città, utilizzando i riferimenti cardinali per evitare ambiguità: ad esempio, NW 8th Street è una strada di Downtown, mentre SW 8th Street è la strada principale del quartiere di Little Havana. Questo schema è utilizzato anche da altre città dell'area metropolitana di Miami, per cui 8th Street, ad esempio, esiste anche a Miami Beach, cosa che può creare inizialmente un po' di confusione.

### Suddivisioni storiche
Il centro della città è Downtown Miami che si trova nella sua parte orientale, sulla baia di Biscayne. Questo quartiere include Brickell, Virginia Key, Watson Island ed il porto di Miami. Le altre isole che si trovano sulla baia sono condivise con la città di Miami Beach. A nordovest rispetto a Downtown si trova il Civic Center, dove si trova un'alta concentrazione di strutture sanitarie e di ricerca.
La parte meridionale della città, al di sotto del Miami River, include Coral Way, The Roads e Coconut Grove. Coconut Grove fu fondato nel 1825 ed è la sede del municipio di Miami. Caratteristica di Coconut Grove, insieme a molti edifici storici, sono i parchi, come Villa Vizcaya, The Kampong e The Barnacle Historic State Park. Coral Way è un altro quartiere residenziale costruito nel 1922 per collegare Downtown con Coral Gables.
La parte occidentale della città include Little Havana, West Flagler e Flagami. Rappresenta la zona tradizionalmente abitata da immigranti, inizialmente ebrei ed attualmente dal Centro America e Cuba, mentre il quartiere di Allapattah ospita molte differenti etnie.
La parte settentrionale dei Miami include Midtown, un altro distretto che ospita molte differenti etnie ed è l'unione dei due quartieri di Edgewater e Wynwood. La parte a nordest di Midtown è quella che ospita i residenti con reddito più elevato, in particolare nel Design District e l'Upper Eastside. Sempre nella parte settentrionale si trovano comunità di colore ed immigranti caraibici, come a Little Haiti, Overtown e Liberty City.

### Suddivisioni amministrative
A fini amministrativi, i quartieri di Miami vengono raggruppati in Distretti che nominano un loro rappresentante nel consiglio comunale.

La composizione dei distretti è la seguente:
- primo distretto: Allapattah e Grapeland Heights;
- secondo distretto: Brickell, Coconut Grove, Coral Way, Downtown Miami, Edgewater, Midtown Miami, Omni, Park West e Upper Eastside
- terzo distretto: Coral Way, Little Havana e The Roads
- quarto distretto: Coral Way, Flagami e West Flagler
- quinto distretto: Buena Vista, Design District, Liberty City, Little Haiti, Little River, Lummus Park, Overtown, Spring Garden e Wynwood

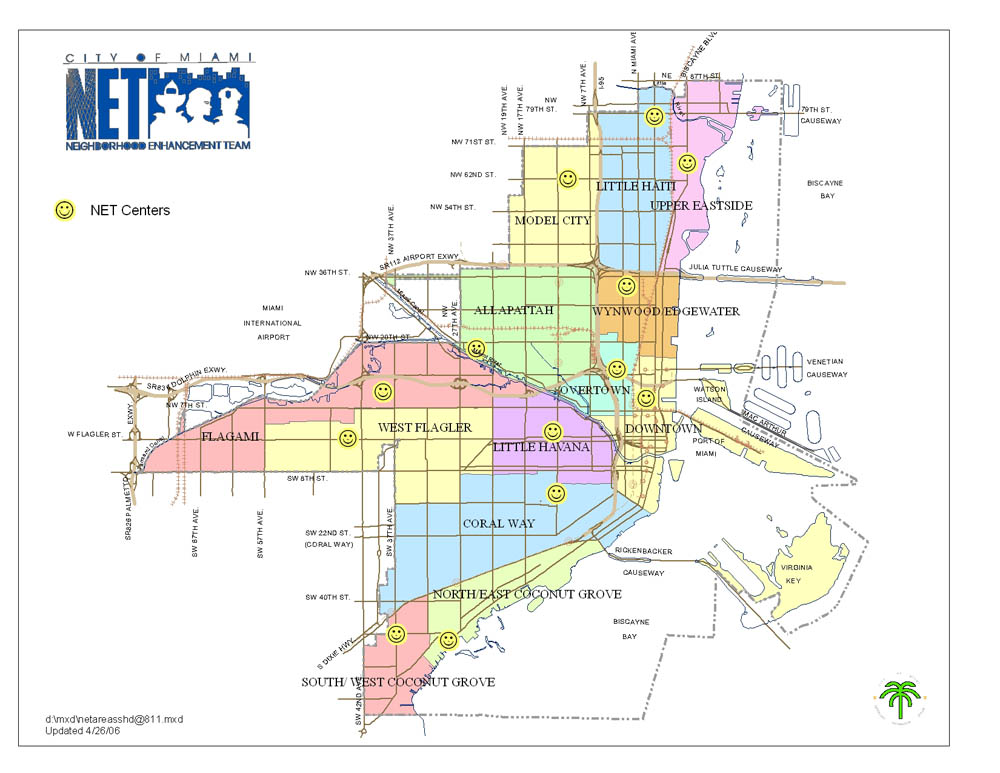
Mappa dei quartieri secondo il NET

Altro raggruppamento di quartieri in aree più ampie è quello fatto dal Neighborhood Enhancement Team dell'amministrazione comunale.

In questo caso, la lista di quartieri nei quali viene scomposta la città è la seguente:
- Allapattah;
- Coconut Grove
- Coral Way;
- Downtown;
- Flagami
- Liberty City;
- Little Haiti;
- Little Havana;
- Midtown;
- Overtown;
- Upper Eastside;
- West Flagler

### Area metropolitana
L'estensione della città di Miami è estremamente ridotta rispetto all'estensione dell'area urbana, che si estende verso ovest creando un continuo con Miami Beach e verso nord verso Fort Lauderdale. L'area metropolitana corrispondente, che ospita più di cinque milioni di abitanti, si estende sulle contee di:
- Miami-Dade;
- Broward;
- Palm Beach.

## Economia

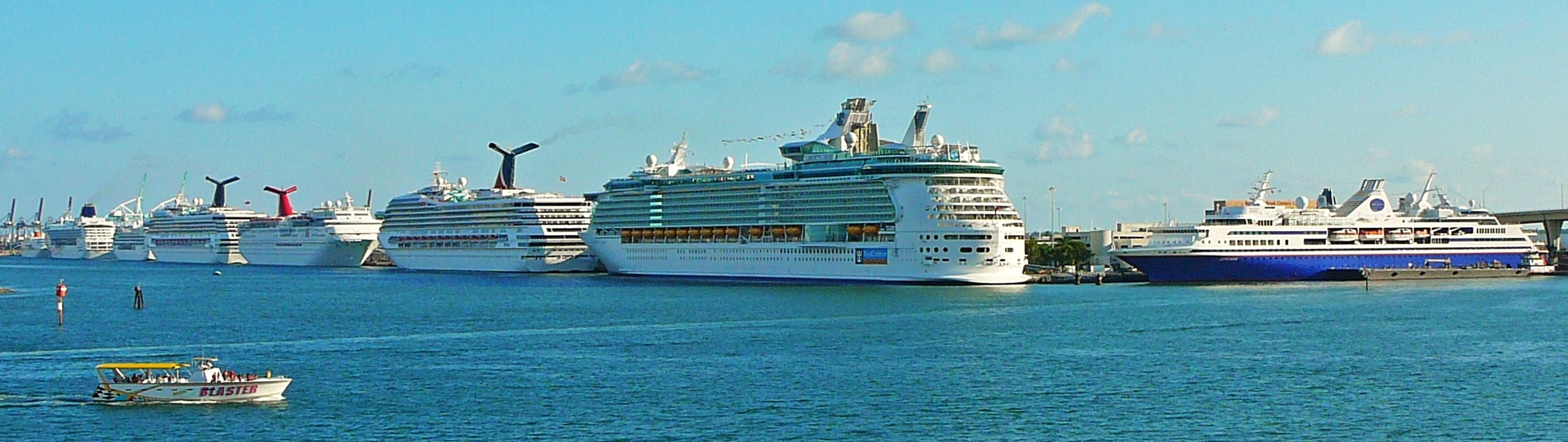
Navi da crociera al porto di Miami

Data la relativa vicinanza con l'America latina, Miami è diventata la base per i rapporti con il Sud America per molte società multinazionali, come American Airlines, Cisco, Disney, Exxon, FedEx, Microsoft, Oracle e Sony e molte grandi aziende hanno la loro sede principale nei dintorni di Miami, tra le quali Burger King, DHL, Norwegian Cruise Line, Carnival Cruise Lines e Royal Caribbean International.
L'aeroporto internazionale e il porto di Miami sono fra i più trafficati punti d'ingresso al territorio americano, in particolar modo per le merci provenienti dal Sud-America e dai Caraibi. Inoltre il centro di Miami ha la più alta concentrazione di banche internazionali degli Stati Uniti. Nel 2003 ha ospitato le trattative per l'FTAA (Zona di libero scambio delle Americhe) ed è la principale candidata a diventarne la sede definitiva.
Anche il turismo è una risorsa di rilievo per il bilancio della città: le spiagge di Miami sono note in tutto il mondo e il quartiere Art Déco di South Beach, con i suoi locali notturni, è considerato uno dei più glamour del pianeta.
Miami nel 2000 è stata teatro della più importante azione legale promossa negli Stati Uniti, nella quale migliaia di fumatori malati di cancro della Florida ottennero lo sbalorditivo verdetto di risarcimento di 145 miliardi di dollari a danno delle cinque più grandi aziende americane produttrici di tabacco.
Secondo un'indagine dell'U.S. Census Bureau, nel 2002 Miami era la città con il più alto tasso di povertà degli Stati Uniti, con il 31% dei suoi abitanti che viveva con un reddito inferiore alla soglia di povertà americana. Nel 2004 Miami è risalita in questa classifica, collocandosi comunque al terzultimo posto davanti a Detroit ed El Paso.

## Infrastrutture e trasporti

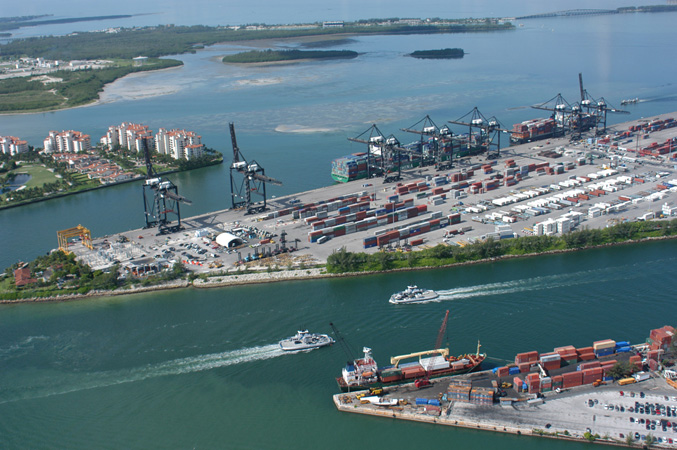
Porto di Miami

### Porti
Il porto di Miami è collocato sulla Baia di Biscayne che si affaccia sull'oceano Atlantico. Questo è collegato con Downtown Miami dal ponte chiamato "Port Boulevard".
Il porto è conosciuto come il "Cruise Capital of the World" (La capitale mondiale delle crociere), questo per il fatto che è il porto al mondo dove transita il maggior numero di passeggeri/crociere, infatti qui attraccano le più grandi navi da crociera esistenti e qui fanno capo le maggiori linee di crociera. Il porto è anche conosciuto come "Cargo Gateway of the Americas" (Porta del carico merci delle Americhe).
Il porto costituisce uno degli elementi più importanti per l'economia della città e dello Stato della Florida. Infatti ogni anno vi transitano circa 4 milioni di passeggeri da crociera e oltre 9 milioni di tonnellate di merci. In tutto nelle attività crocieristiche e mercantili sono occupati 98.000 addetti.

### Aeroporti
La città è servita dall'aeroporto internazionale di Miami. A 33 km dal centro è presente anche l'Aeroporto Internazionale di Fort Lauderdale-Hollywood.
Il traffico executive e air taxi si concentra invece sull'aeroporto di Opa-locka.

### Mobilità urbana
La metropolitana di Miami è organizzata con un servizio su rotaia (Metrorail), che serve la contea in direzione nord-sud, e un servizio gratuito su gomma senza conducente (Metromover), che serve principalmente Downtown Miami. Tutte le linee sono dotate di collegamento Wi-Fi. La città è inoltre collegata a Fort Lauderdale e West Palm Beach attraverso il servizio ferroviario suburbano Tri-Rail.

## Amministrazione

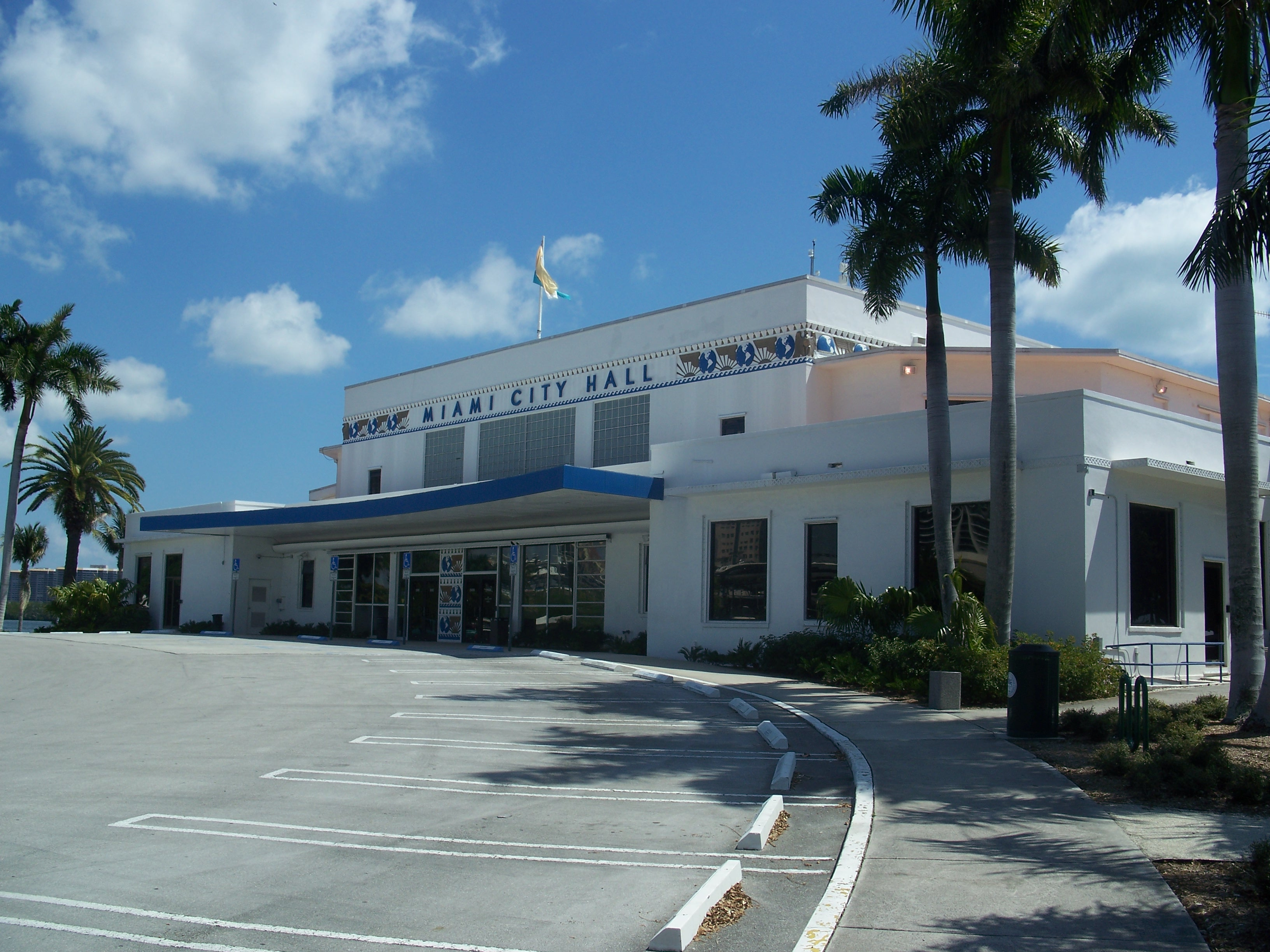
Miami City Hall a Dinner Key, nel quartiere di Coconut Grove.

L'amministrazione della città di Miami è basata su di un modello sindaco-consiglio comunale. Il consiglio comunale consiste di cinque commissari eletti da distretti uninominali. Il consiglio comunale costituisce l'autorità di governo con potere di approvare ordinanze, adottare regolamenti ed esercitare i poteri ad esso conferiti. Il sindaco è eletto a maggioranza e nomina un city manager. Le riunioni della commissione si svolgono nel Miami City Hall, che si trova a 3500 Pan American Drive Miami, Florida 33133 nel quartiere di Coconut Grove presso Dinner Key.
L'attuale commissione è composta da:
- Francis X. Suarez – sindaco (2017- in carica)
- Wifredo "Willy" Gort – Commissario per il primo distretto (Vice-Chairman)

Allapattah e Grapeland Heights
- Marc Sarnoff – Commissario per il secondo distretto (Chairman)

Brickell, Coconut Grove, Coral Way, Downtown Miami, Edgewater, Midtown Miami, Omni, Park West e Upper Eastside
- Frank Carollo – Commissario per il terzo distretto

Coral Way, Little Havana e The Roads
- Francis Suárez – Commissario per il quarto distretto

Coral Way, Flagami e West Flagler
- Michelle Spence-Jones – Commissario per il quinto distretto

Buena Vista, Design District, Liberty City, Little Haiti, Little River, Lummus Park, Overtown, Spring Garden e Wynwood
- Johnny Martínez – City Manager
- Julie O. Bru – City Attorney

### Consolati
La lista dei consolati a Miami secondo il Dipartimento della regolamentazione e delle risorse economiche della contea:

- Consolato Brasiliano ed Ufficio del Commercio: 80 SW 8 Street, Miami
- Consolato Britannico: 1001 Brickell Bay Drive, Miami
- Consolato dei Paesi Bassi: 701 Brickell Avenue, Miami
- Consolato del Belgio: 216 NE 1 Street, Miami
- Consolato del Belize: 370 Minorca Avenue, Coral Gables
- Consolato del Canada: 200 South Biscayne Boulevard, Miami
- Consolato del Cile: 800 Brickell Avenue, Miami
- Consolato del Giappone: 80 SW 8 Street, Miami
- Consolato del Gran Ducato del Lussemburgo: 200 S. Biscayne Boulevard, Miami
- Consolato del Libano: 6600 SW 57 Avenue, Miami
- Consolato del Messico: 5975 SW 72 Street, South Miami
- Consolato del Mozambico: P.O. Box 4066, Hallandale Beach
- Consolato del Nicaragua: 8532 SW 8 Street, Miami
- Consolato del Paraguay: 25 SE 2 Avenue, Miami
- Consolato del Peru: 444 Brickell Avenue, Miami
- Consolato del Portogallo: 1901 Ponce de Leon Boulevard, Coral Gables
- Consolato del Venezuela: 1101 Brickell Avenue, Miami
- Consolato della Bolivia: 700 S. Royal Poinciana Boulevard, Miami Springs
- Consolato della Colombia: 280 Aragon Avenue, Coral Gables
- Consolato della Norvegia: 1007 North America Way, Miami
- Consolato della Repubblica del Suriname: 6303 Blue Lagoon Drive, Miami
- Consolato della Repubblica del Venezuela: 1101 Brickell Avenue, Miami
- Consolato della Repubblica di Polonia: 1440 79 Steet Causeway, Miami
- Consolato della Repubblica Dominicana: 1038 Brickell Avenue, Miami
- Consolato della Repubblica Federale di Germania: 100 North Biscayne Boulevard, Miami
- Consolato della Repubblica Slovacca: 5200 NW 67 Avenue: Lauderhill
- Consolato della Svezia: 2550 Eisenhower Boulevard: Fort Lauderdale
- Consolato della Svizzera: 825 Brickell Bay Drive, Miami
- Consolato della Thailandia: 2801 Ponce de Leon Boulevard, Coral Gables
- Consolato delle Bahamas: 25 SE 2 Avenue, Miami
- Consolato delle Filippine: 1635 S. Miami Road: Fort Lauderdale
- Consolato dell'Ecuador: 117 NW 42 Avenue, Miami
- Consolato di Antigua e Barbuda: 25 SE 2 Avenue, Miami
- Consolato di Argentina ed Ufficio del Commercio: 1101 Brickell Avenue North Tower, Miami
- Consolato di Barbados: 150 Alhambra Circle, Coral Gables
- Consolato di Costa Rica: 2730 SW 3 Avenue, Miami
- Consolato di Danimarca: 3107 Stirling Road: Fort Lauderdale
- Consolato di El Salvador: 2600 Douglas Road, Coral Gables
- Consolato di Finlandia: 50 NE 29 Street, Miami
- Consolato di Francia: 1395 Brickell Avenue, Miami
- Consolato di Grenada: 201 S. Biscayne Boulevard, Miami
- Consolato di Haiti: 259 SW 13 Street, Miami
- Consolato di Honduras: 7171 Coral Way, Miami
- Consolato di Islanda: 1820 SW 73 Avenue, Plantation
- Consolato di Israele: 100 N. Biscayne Boulevard, Miami
- Consolato di Italia: 4000 Ponce de Leon Boulevard, Coral Gables
- Consolato di Jamaica: 25 SE Second Avenue, Miami
- Consolato di Malta: 13829 Via Da Vinci, Delray Beach
- Consolato di Panama: 5775 Blue Lagoon Drive, Miami
- Consolato di Spagna: 2655 Le Jeune Road, Coral Gables
- Consolato di Trinidad e Tobago: 1000 Brickell Avenue, Miami
- Consolato di Tunisia: 1236 SW 21 Street, Miami
- Consolato di Ungheria: 2655 Le Jeune Road, Coral Gables
- Consolato di Uruguay: 1077 Ponce de Leon Boulevard, Coral Gables
- Consolato Onorario della Repubblica Ceca: 3111 Stirling Road, Fort Lauderdale
- Consolato Onorario della Repubblica di Macedonia: P.O. Box 222094, Hollywood
- Consolato Onorario di Albania: 4077 NE 5 Terrace, Fort Lauderdale
- Consolato Onorario di Austria: 1454 NW 17 Avenue, Miami

### Gemellaggi
Miami è gemellata con le seguenti città:
- Mentana, dal 1972
- Bogotà, dal 1971
- Lima, dal 1977
- Buenos Aires, dal 1979
- Asti, dal 1985
- Santiago del Cile, dal 1986
- Santo Domingo, dal 1987
- Kagoshima, dal 1990
- Port-au-Prince, dal 1991
- Palermo, dal 1997
- Madrid, dal 1997
- Qingdao, dal 2005
- Salvador, dal 2006
- Pescara, dal 2011[45]
- Varna
- Margherita di Savoia
- Cartagena de Indias

## Sport

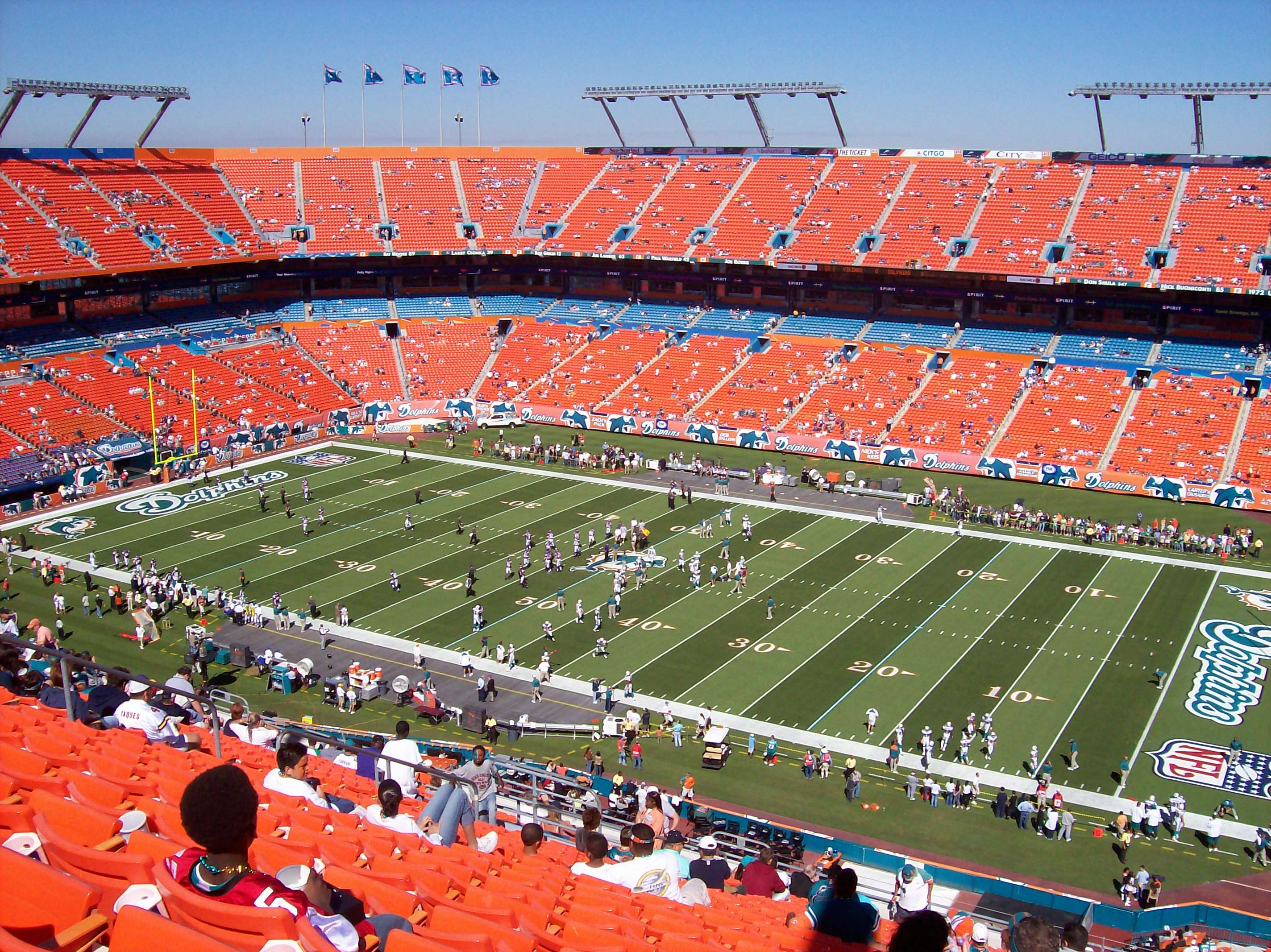
Sun Life Stadium

Miami è rappresentata in tutte le principali leghe professionistiche statunitensi:
- i Miami Dolphins (NFL - football americano) giocano al Hard Rock Stadium;
- i Miami Heat (NBA - basket) giocano all'American Airlines Arena;
- i Florida Panthers (NHL - hockey su ghiaccio) giocano al BankAtlantic Center;
- i Miami Marlins (MLB - baseball) giocano al Marlins Park
- l’Inter Miami CF (MLS - calcio) gioca nel DRV PNK Stadium, sorto al posto del  demolito Lockhart Stadium a partire dal 2020.

Miami ospita ogni anno all'Hard Rock Stadium l'Orange Bowl, una delle quattro finali nazionali riservate ai campionati studenteschi di football americano; inoltre, a Homestead, piccolo centro della periferia, ha sede l'Homestead-Miami Speedway, circuito dove si disputano le gare delle più importanti serie automobilistiche statunitensi come NASCAR, IRL, GRAND-AM. Nel 2008 Jimmie Johnson si è aggiudicato la Ford400, ultimo appuntamento stagionale della NASCAR (categoria più seguita del motorsport stelle e strisce), guadagnando un montepremi di $7.354.860.
Dal 2022, Miami, ospita il Gran Premio di Miami di Formula 1. Il tracciato, cittadino, è sito in zona dell'Hard Rock Stadium. La prima edizione, la pole position è stata di Charles Leclerc su Ferrari, la gara, è stata vinta da Max Verstappen su Red Bull Racing.

## Galleria d'immagini

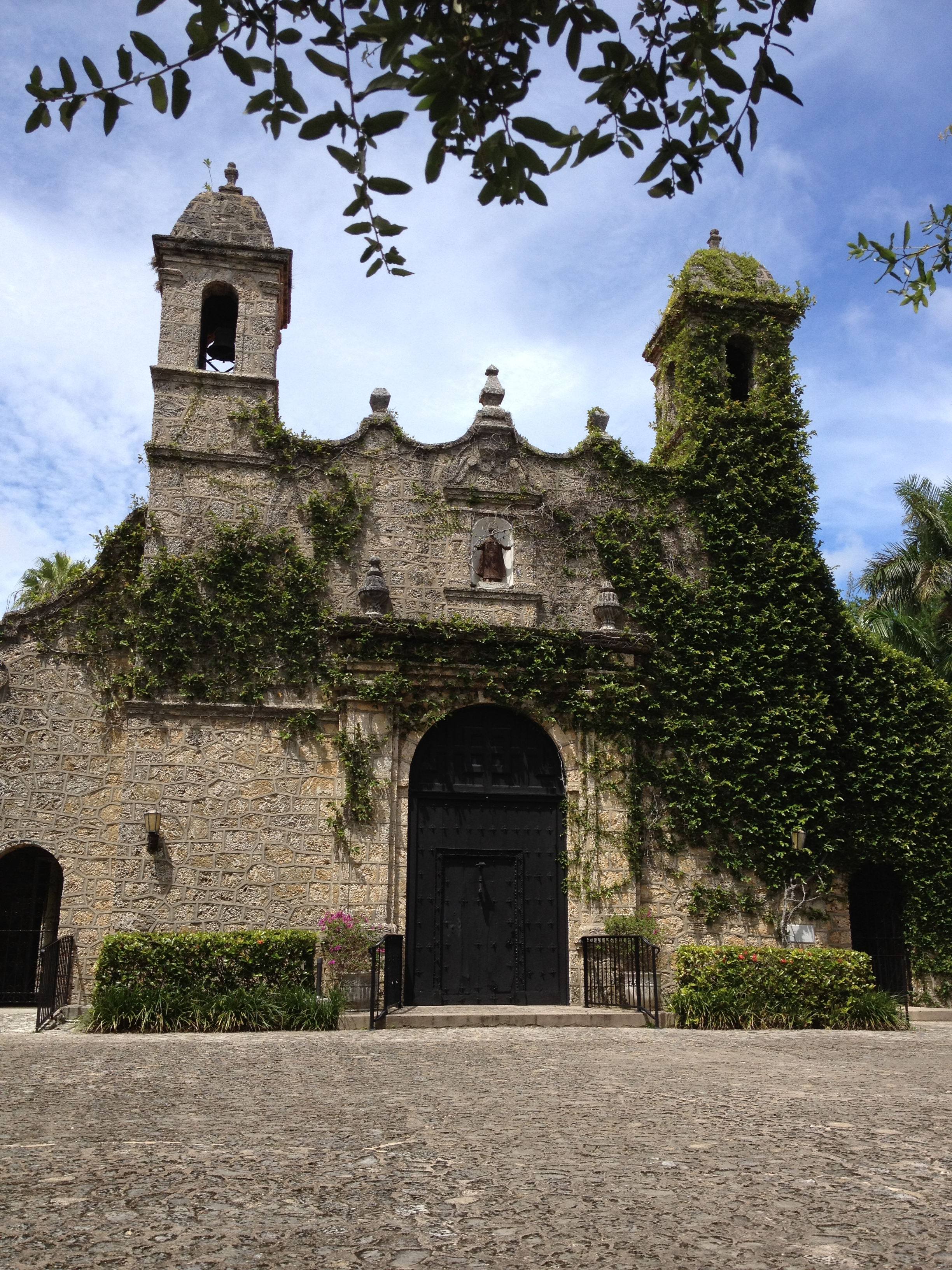
Plymouth Congregational Church
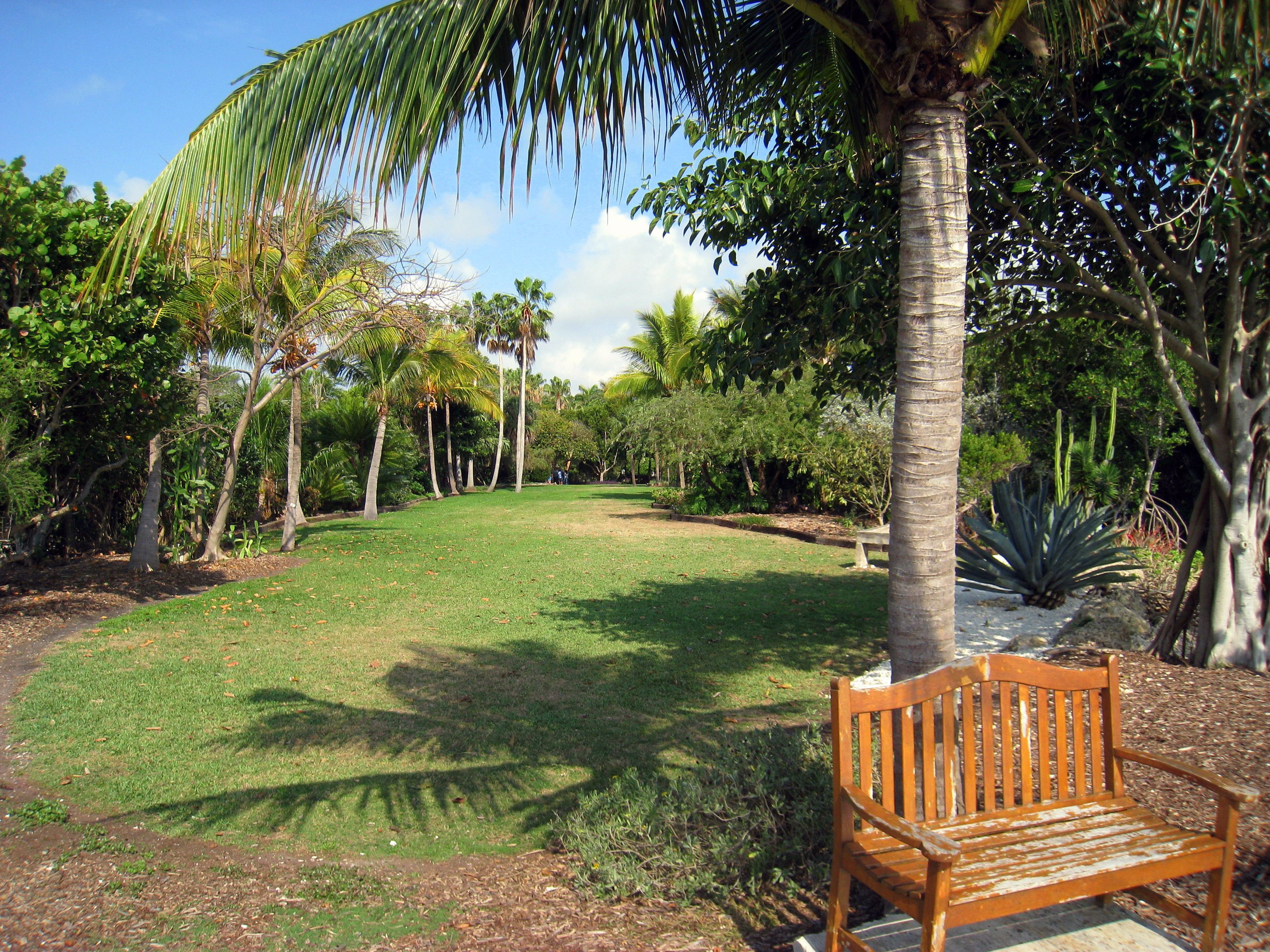
The Kampong
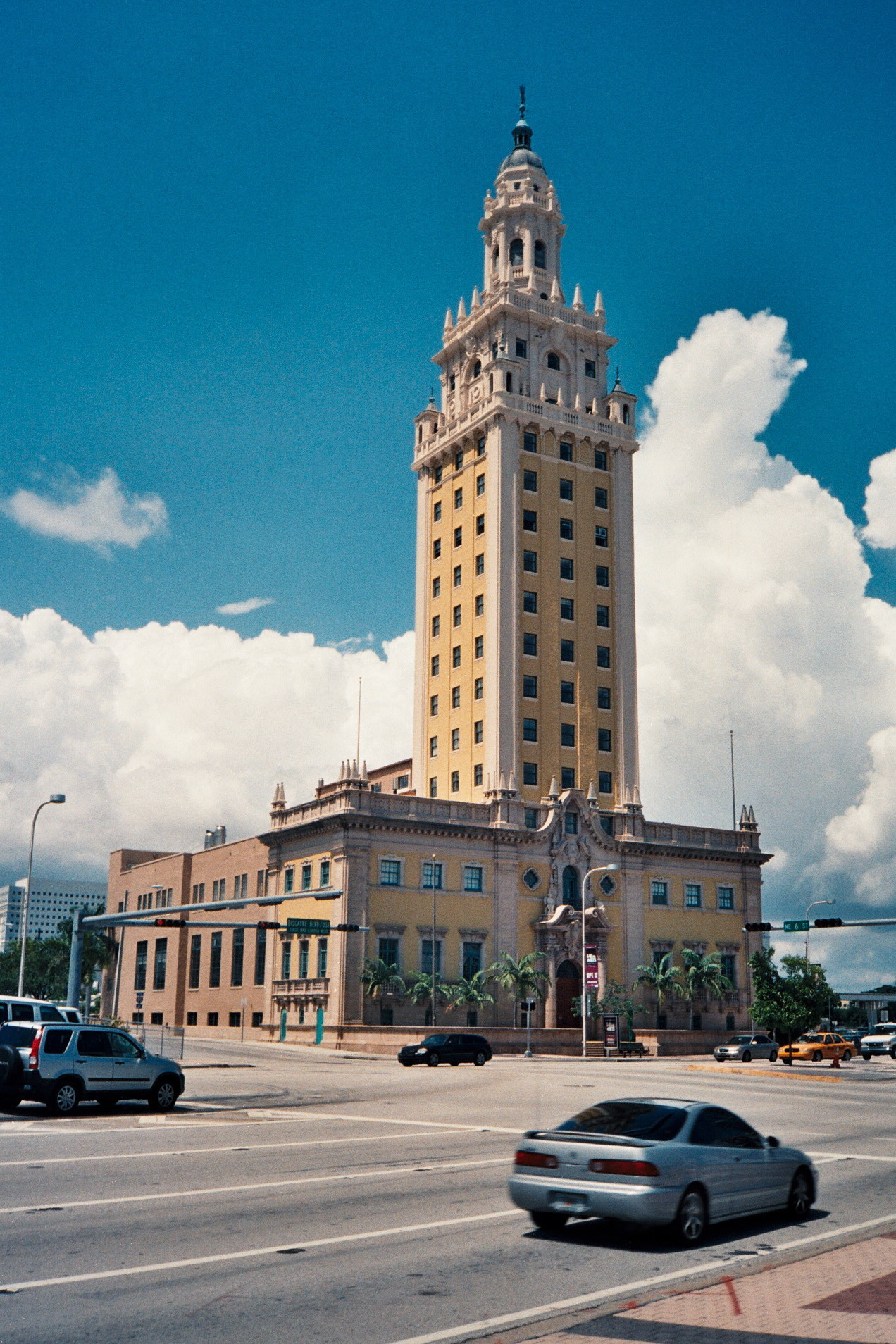
Freedom Tower